# Wisent
Der Wisent oder Europäische Bison (Bos bonasus; häufig auch Bison bonasus) ist eine europäische Rinderart (Bovini). Wisente kamen bis in das frühe Mittelalter in den Urwäldern von West-, Zentral- und Südosteuropa vor. Ihr Lebensraum sind gemäßigte Laub-, Nadel- und Mischwälder mit großen Offenlandflächen. Wisente sind Herdentiere, dem Lebensraum entsprechend aber nur in kleinen Gruppen anzutreffen. Typische Herden umfassen 12 bis 20 Tiere und bestehen aus Kühen und Jungtieren. Geschlechtsreife Bullen halten sich nur während der Brunftzeit bei den Herden auf. Der äußerlich ähnliche Amerikanische Bison (Bos bison) ist mit dem Wisent nicht unmittelbar enger verwandt, allerdings uneingeschränkt kreuzbar.
In Europa gab es neben dem eigentlichen Wisent (Bos bonasus), manchmal auch Flachlandwisent genannt, noch den Bergwisent (Bos caucasicus), der aber ausgerottet ist (teilweise wird er auch nur als Unterart des Wisents angesehen und dann mit Bos bonasus caucasicus bezeichnet), beziehungsweise in einer Mischform (Hybride) mit dem eigentlichen Wisent aufgegangen ist. In der Wisentzucht unterscheidet man drei Zuchtlinien: die Flachlandlinie (reinerbige Flachlandwisente), die Flachland-Kaukasus-Linie (Kreuzung aus Flachlandwisent und Bergwisent) sowie die Hochlandlinie (Kreuzung aus Flachlandwisent und Bergwisent mit weiterer Einkreuzung von Amerikanischen Bisons). Alle reinblütigen Tiere in Gefangenschaft sind im Weltwisentzuchtbuch, das im Białowieża-Nationalpark geführt wird, registriert.
In den 1920er Jahren war der Wisent akut vom Aussterben bedroht; der letzte freilebende Wisent (ein Bergwisent) wurde 1927 im Kaukasus geschossen. Alle heute lebenden Wisente stammen von zwölf in Zoos und Tiergehegen gehaltenen Wisenten ab. Die niedrige genetische Variabilität gilt als eine der wesentlichen Gefahren für den langfristigen Erhalt der Art. Nach Anstrengungen seitens Zoos und Privatpersonen, die Art zu erhalten, konnten die ersten freilebenden Wisentherden 1952 im Gebiet des heutigen Nationalparks Białowieża an der polnisch-belarussischen Grenze durch Auswilderung wieder angesiedelt werden. Im Jahre 2004 existierten 31 freilebende Populationen in einer Gesamtstärke von 1955 Wisenten. Das entsprach rund 60 Prozent des Weltbestandes. Im Jahre 2013 wurde im nordrhein-westfälischen Rothaargebirge eine achtköpfige Wisentherde ausgewildert (siehe unten). Damit leben nun erstmals seit einem halben Jahrtausend wieder Wisente frei auf dem Gebiet des heutigen Deutschlands. Die Schutzgemeinschaft Deutsches Wild erklärte den Wisent für das Jahr 2008 und erneut für das Jahr 2014 zum Tier des Jahres. 2022 wurden auch erstmals ein Muttertier und zwei jüngere Kühe in England (in einem Wald nahe Canterbury) ausgewildert. Die Freilassung eines Wisentbullen aus Deutschland, der sich der Herde anschließen soll, verzögerte sich aufgrund der Post-Brexit-Bürokratie. Im Jahre 2019 gab es insgesamt 9112 Wisente, von denen 1792 in Gefangenschaft, 501 halbwild und 6819 in freier Wildbahn lebten. Im Jahr 2023 wurde ein Bestand von 7200 Tieren in freier Wildbahn gezählt.

## Merkmale

### Biometrische Daten

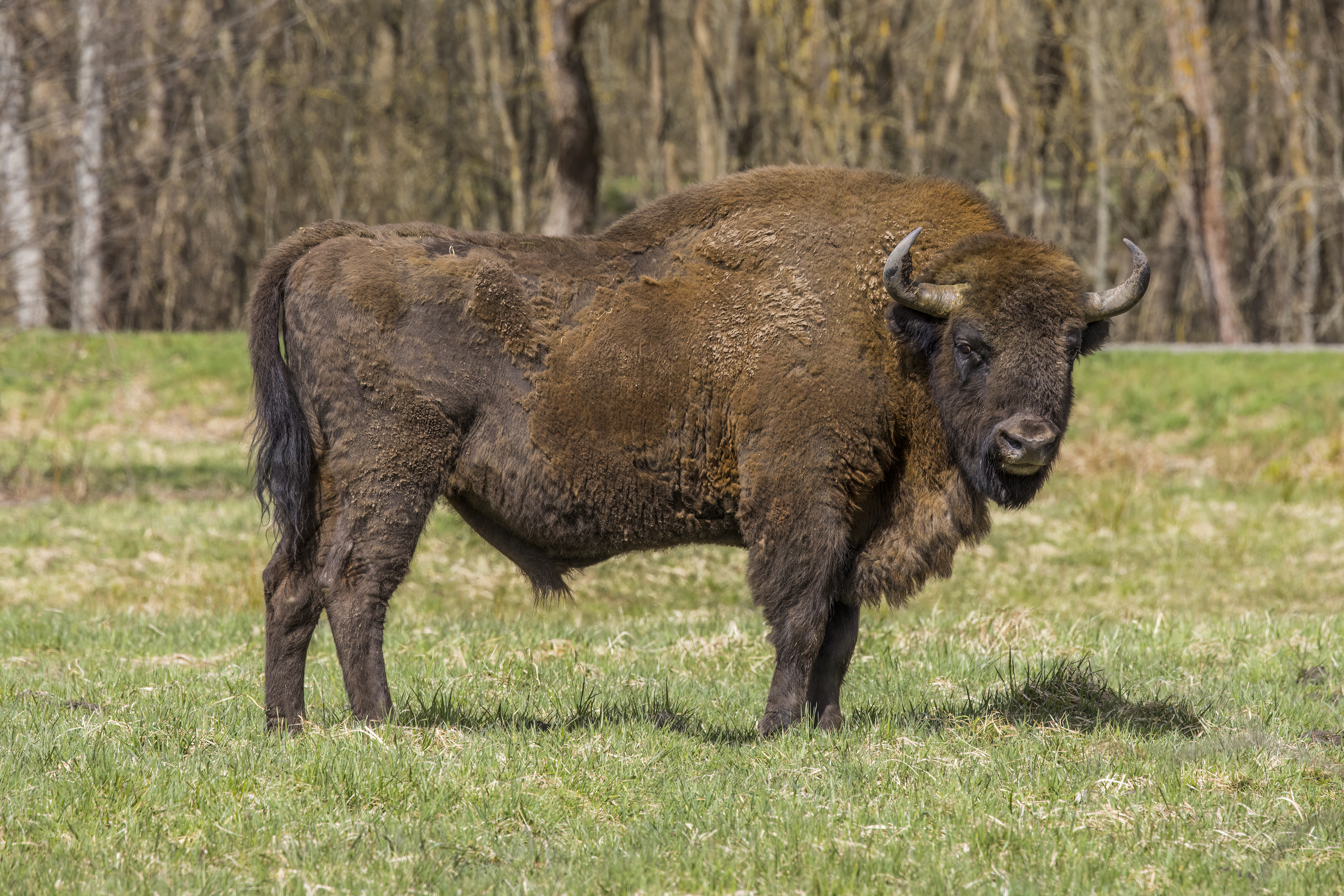
Wisentbulle in Białowieża

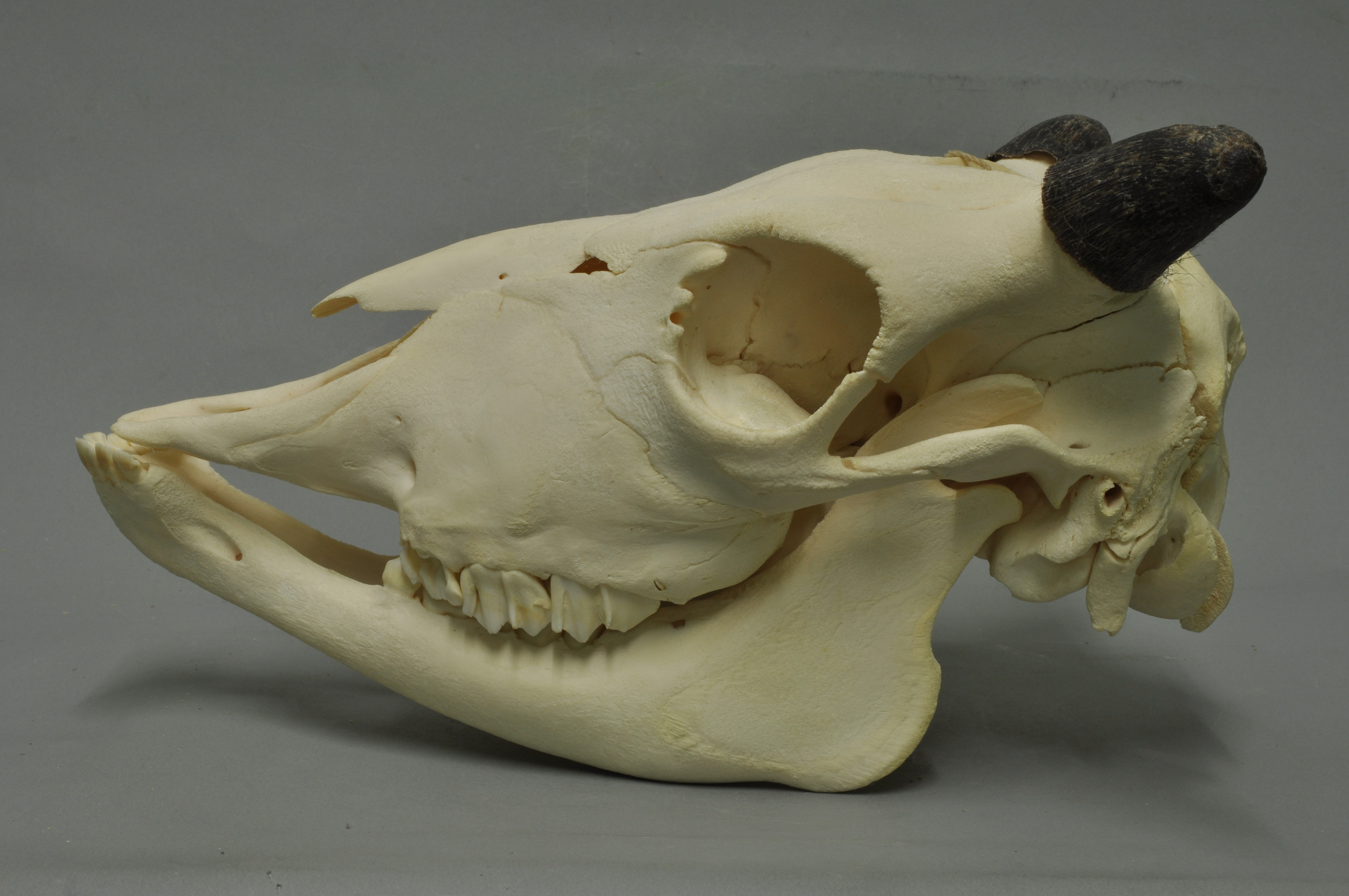
Schädel

Der Wisent ist seit der Ausrottung des Auerochsen Europas schwerstes und größtes Landsäugetier und zudem der letzte Vertreter der wildlebenden Rinderarten des europäischen Kontinents. Wisente weisen 14 Rippenpaare und fünf Lendenwirbel auf. Das Hausrind dagegen hat 13 Rippenpaare und sechs Lendenwirbel. Geschlechtsreife Wisentbullen sind wesentlich schwerer und größer als ausgewachsene Kühe. Der auffällige Gewichtsunterschied zwischen männlichen und weiblichen Tieren entwickelt sich erst ab dem dritten Lebensjahr. Kuhkälber wiegen bei Geburt durchschnittlich 24 und Stierkälber 28 Kilogramm. In den ersten drei Lebensmonaten verdoppelt sich das Gewicht und beträgt am Ende des ersten Lebensjahres durchschnittlich 175 Kilogramm bei Kühen und 190 Kilogramm bei Bullen. Mit vier Jahren bringen in Gehegezucht gehaltene Bullen dagegen bereits 500 Kilogramm auf die Waage, während die Kühe bei durchschnittlich 400 Kilogramm liegen. Der schwerste in polnischer Gehegezucht gehaltene Bulle erreichte ein Körpergewicht von 920 Kilogramm. Die freilebend im Białowieżaer Reservat gehaltenen Wisente sind dagegen deutlich leichter. Vierjährige Bullen haben ein durchschnittliches Gewicht von 467 Kilogramm, während Kühe 341 Kilogramm wiegen. Der schwerste freilebende Bulle wog 840 Kilogramm.
Die Kopf-Rumpf-Länge beträgt bei Bullen, die älter als sechs Jahre sind, bis zu drei Meter. Ihre Widerristhöhe kann bis zu 1,88 Meter betragen. Wisentkühe erreichen eine Widerristhöhe von maximal 1,67 Meter und eine Kopf-Rumpf-Länge von 2,70 Meter.

### Weitere Merkmale

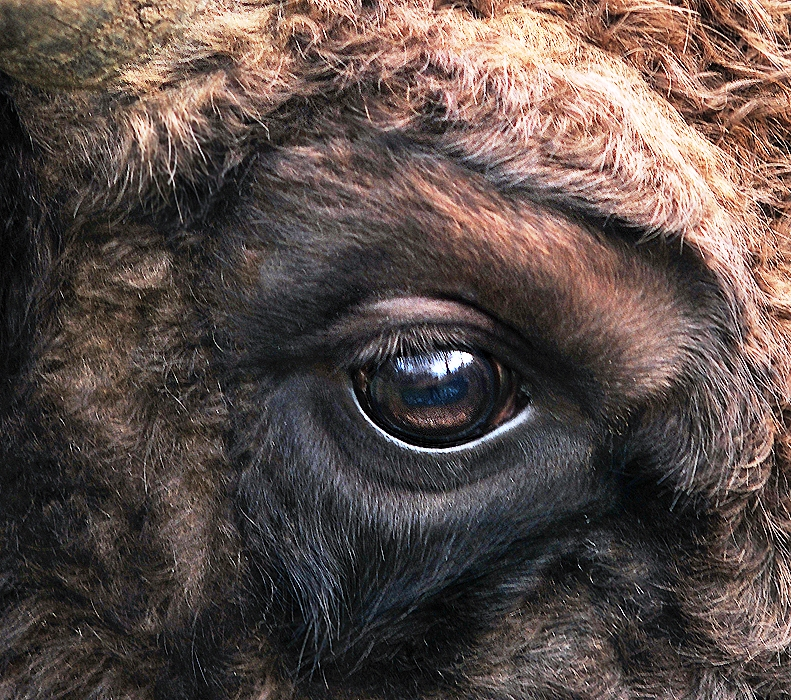
Rechtes Auge eines Wisents mit querovaler Pupille

Der Rumpf ist bei beiden Geschlechtern verhältnismäßig kurz und schmal. Der Kopf ist tief angesetzt und im Verhältnis zum Körper klein. Auffällig ist bei Wisenten vor allem die vom Widerrist nach hinten abfallende Rückenlinie und die im Vergleich zum relativ schwachen Hinterteil sehr muskulöse Vorderpartie. Wisentkälber sind zunächst hochbeinig und ohne solche disproportionalen Unterschiede. Die wisenttypischen Körperproportionen entwickeln sich bei ihnen im Alter von acht bis zehn Monaten.
Bei den Bullen sind die Dornfortsätze der Brustwirbel länger und stärker von Muskeln umgeben, so dass ihr Buckel auffallend größer ist als der der Weibchen. Die Ohren sind kurz, breit, dicht behaart und im dichten Kopfhaar weitgehend verborgen. Beide Geschlechter haben Hörner, die am hinteren Kopfrand stehen. Die Hörner der Kühe sind im Vergleich zu denen der Bullen kürzer und dünner. Hornanlagen sind bereits bei neugeborenen Kälbern entwickelt. Erst ab dem zweiten Lebensjahr biegen sich die Hörner nach innen, dabei bleibt der Abstand zwischen den Hornspitzen größer als an den Hornbasen. Die Hornkrümmung ist bei Kühen stärker entwickelt, so dass der Hornabstand bei den Bullen größer ist. Die Hörner sind in der Regel grauschwarz, bei einzelnen Individuen treten jedoch helle Hornspitzen auf. Ältere Bullen haben häufig abgestumpfte Hornspitzen.
Das Euter der Kühe, das zwei Zitzenpaare aufweist, ist klein und hoch angesetzt. Der Hodensack der Bullen liegt dicht am Unterbauch und ist deutlich kleiner als beispielsweise bei einem Hausrind. Die Penisvorhaut endet mit einem Haarbüschel, so dass sich bei Feldbeobachtungen die Geschlechter relativ eindeutig bestimmen lassen. Die Augen sind relativ klein, von brauner Farbe mit einer quer-ovalen Pupille. Die Lidränder und die Bindehaut sind schwarz. Charakteristisch für Wisente ist außerdem ein Moschusgeruch.
Die Haut von Wisenten ist am dicksten am mittleren Halsrücken und extrem elastisch. In der Literatur finden sich Schilderungen von Unfällen oder Kämpfen mit Artgenossen, bei denen die Tiere schwere innere Verletzungen erlitten, die Haut jedoch nicht durchdrungen wurde. Das Lautrepertoire der Wisente ist nicht sehr groß. Charakteristische Laute sind ein brummendes Knören und bei Erregung ein scharfes Prusten. Kühe sind in der Lage, ihre Kälber anhand der Stimmen zu identifizieren, und Kälber können auch innerhalb größerer Herden ihre Mütter anhand deren Stimme finden.

### Fell und Haarwechsel

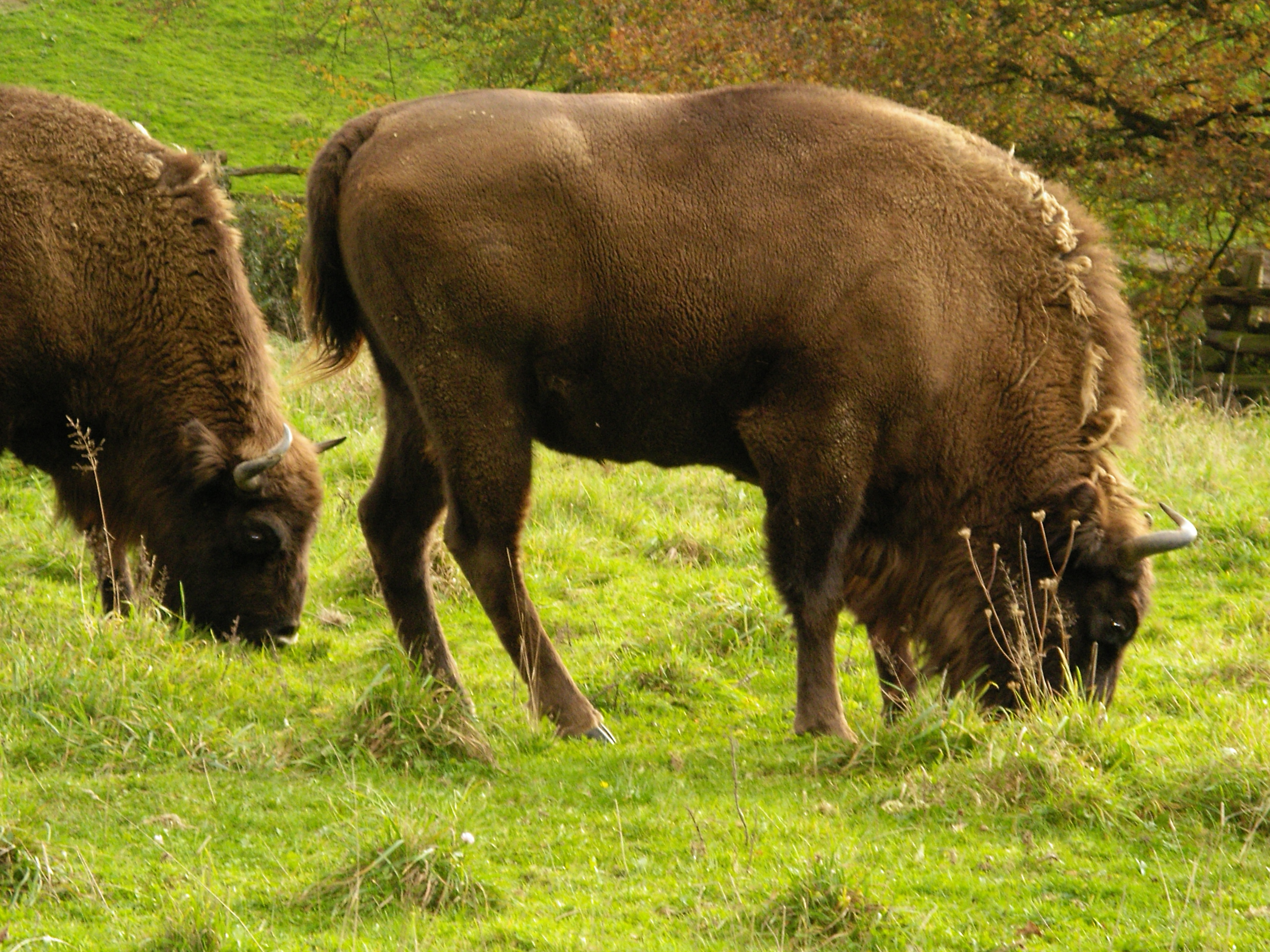
Grasende Wisentkuh im Wildgehege Neandertal

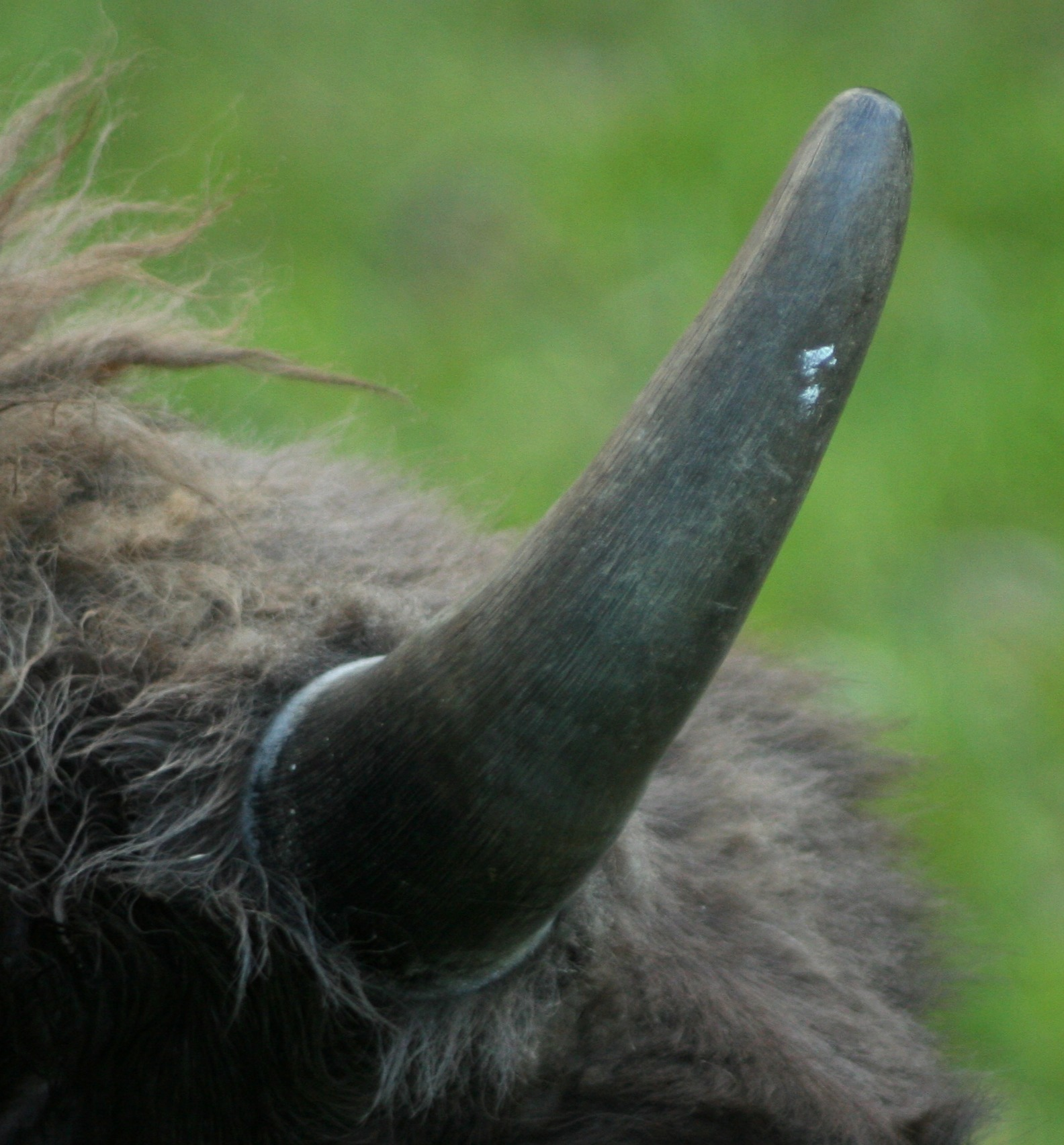
Horn eines Wisents

Die Fellfarbe kann individuell leicht variieren, ist aber bei ausgewachsenen Wisenten überwiegend fahlbraun bis braun. Am dunkelsten sind die Kopfseiten und der untere Teil der Beine. Um Schnauze und Augen sind die Haare kurz und glatt. Oberhalb des nackten Nasenfeldes findet sich in der Regel ein schmaler hellgrauer Streif.
Am Vorderkörper sind Leit- und Grannenhaare verlängert und bilden entlang der Kehle und der Vorderbrust eine Mähne. Die Stirnhaare sind mit 20 Zentimetern mäßig lang. Sie fallen nach vorne und liegen auf der Stirn fest auf. Der Kehlbart bei ausgewachsenen Bullen kann bis zu 34 Zentimeter lang sein. Am längsten sind die Haare am Schwanzende. Sie können bis zu 50 Zentimeter lang sein und reichen bis zum Sprunggelenk. Die Zahl der Woll- und Grannenhaare variiert in Abhängigkeit von der Jahreszeit und ist am höchsten während des Winters. Der Wechsel ins Sommerkleid beginnt meistens Anfang März. Meist sind es die älteren Bullen, die zuerst ihr Kopf- und Halshaar verlieren. Beim Haarwechsel schiebt sich die abgelöste Unterwolle in Klumpen an den Grannen entlang und hängt am Fell, bis sie vom Wisent abgestreift wird. Der Haarwechsel dauert bei den Bullen durchschnittlich 138 Tage, während er sich bei den Kühen über 183 Tage hinziehen kann.
Kälber sind unmittelbar nach der Geburt rotbraun. Erst wenn sie im dritten oder vierten Lebensmonat erstmals das Haarkleid wechseln, weisen sie eine ähnliche Fellfarbe wie ausgewachsene Tiere auf.

### Sinnesleistungen und Fortbewegung
Das Sehvermögen von Wisenten ist nicht sonderlich gut ausgeprägt, dagegen ist ihr Geruchssinn gut entwickelt. So finden versprengte Mitglieder einer Herde zu ihr zurück, indem sie den Fährten der Herdenmitglieder folgen. Ähnlich folgt ein Bulle einer Herde von Kühen, indem er die Fährten der Kühe erschnuppert.
Wisente können verhältnismäßig schnell galoppieren und erreichen im Sprint bis zu 60 km/h. Sie können eine so hohe Geschwindigkeit jedoch nur über weniger als 100 Meter halten und müssen in der Regel anschließend schwer atmend pausieren. Typischer ist für sie ein langsames Gehen, wobei das Körpergewicht erst dann auf das vordere Bein verlagert wird, wenn es fest auf dem Boden steht; die Schrittlänge beträgt dabei etwa 75 bis 115 Zentimeter. Sie sind jedoch so wendig und geschickt, dass sie bis zu zwei Meter hohe Hindernisse und drei Meter breite Gräben überspringen können.

## Verbreitung

Historische Verbreitung der eurasischen Formen; Verbreitung des Wisents bis zum Hochmittelalter in dunkelgrün, Reliktpopulation im 20. und 21. Jh. rot; hellgrün die früh-holozäne Verbreitung eurasischer Wisente (Wisent und Steppenbison) von der frühen Nacheiszeit bis Antike

### Ursprüngliche Verbreitung

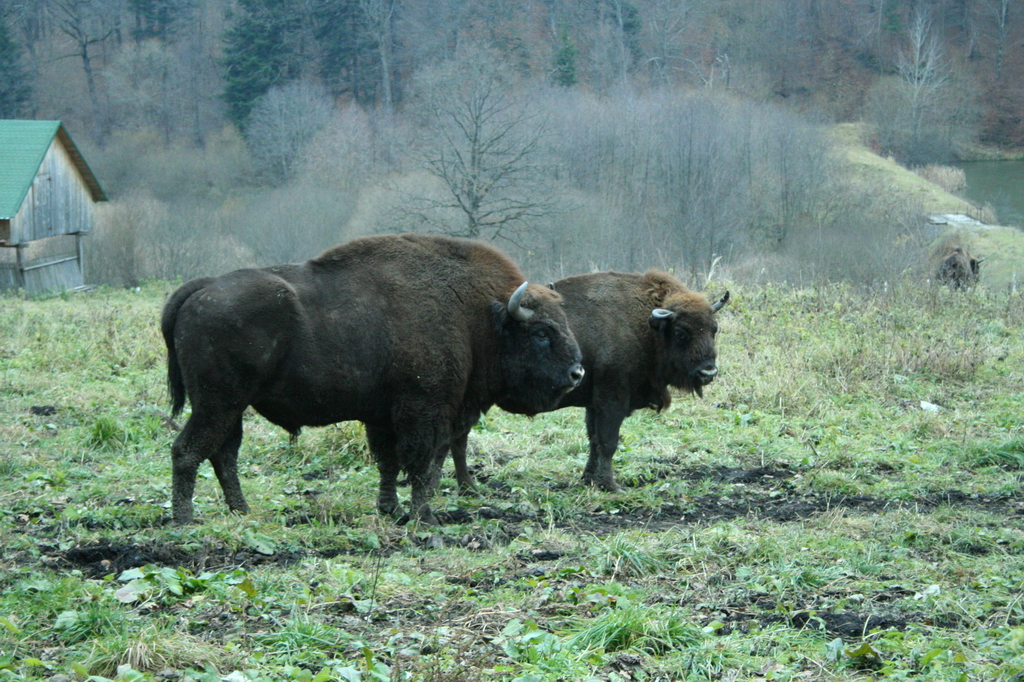
Wisente in Rumänien

Die ursprüngliche Verbreitung des Wisents umfasste einen großen Teil des europäischen Kontinents. In vor- und frühgeschichtlicher Zeit reichte sein Verbreitungsgebiet vom Norden der Iberischen Halbinsel über Mitteleuropa und den Süden der skandinavischen Halbinsel bis ins Baltikum; von der Rigaer Bucht verlief die Verbreitungsgrenze südostwärts bis ans Schwarze Meer und zum Kaukasus. Die Verbreitung reichte im Kaukasus vom Meeresniveau bis in eine Höhe von 2100 Metern. Im Süden reichte das Vorkommen wohl noch im Holozän (der Nacheiszeit/Neuzeit) bis in den nördlichen Iran, in Europa bis nach Griechenland und in die Türkei hinein. Im Norden erreichte der Wisent Finnland und das Gebiet von Nowgorod. Raschīd ad-Dīn berichtet in seinem Geschichtswerk, Abaqa, Ilchan von Persien habe in den Bergen bei Schahrud 1275/76 in den Wäldern „Bergbüffel“ gejagt, also im Elburs-Gebirge südöstlich des Kaspischen Meeres. Das lässt ein Vorkommen in historischer Zeit bis zum Kaspischen Meer und Koh-i-Elburz in Afghanistan zumindest denkbar erscheinen.
Der Lebensraum der Wisente begann bereits während des Neolithikums vor etwa 6000 Jahren zu schrumpfen. Der Übergang von Jäger- und Sammlerkulturen zu sesshaften Bauern, der im Neolithikum begann, ging mit einer immer stärkeren menschlichen Nutzung und Abholzung von Wäldern einher. Auf Lichtungen und gerodeten Flächen wurden zunehmend Kulturfrüchte angebaut und der Wald als Weidefläche für Haustiere genutzt. Der Wisent war in weiten Teilen Frankreichs bereits im 8. Jahrhundert ausgestorben. Auf dem Gebiet des heutigen Deutschlands verschwand der Wisent zwischen dem 14. und 16. Jahrhundert. Für Nordrhein-Westfalen gibt es gesicherte Knochenfunde aus dem 3./4. Jahrhundert aus dem Kreis Coesfeld. In Ostpreußen gab es zu Beginn des 18. Jahrhunderts noch so viele Wisente, dass man im Königsberger Hetztheater anlässlich der Krönungsfeierlichkeiten von Friedrich I. im Januar 1701 mehrere Wisente gegen Bären und Wölfe kämpfen ließ. Der letzte freilebende ostpreußische Wisent wurde 1755 im Tapiauer Forst von einem Wilderer erlegt. In Rumänien gab es wildlebende Wisente noch im ausgehenden 18. Jahrhundert.
Im Gebiet des heutigen Polens waren Wisente bereits im 11. Jahrhundert selten, Restbestände konnten sich jedoch in größeren Waldgebieten halten, in denen sie als königliches Jagdwild geschützt waren. Besondere Bedeutung für den Erhalt des Wisents hatte der Wald von Białowieża. Bereits im Mittelalter war diese entlegene Region im Grenzgebiet zwischen dem heutigen Polen und Belarus ein privilegiertes Jagdgebiet der polnischen Könige. Wisente durften hier nur mit besonderer Bewilligung des polnischen Herrschers gejagt werden. Ab 1795 stand das Gebiet unter strengem Schutz des russischen Zaren. Das Gebiet wurde zwar als Hudewald genutzt, auf Wilderei stand jedoch die Todesstrafe und ab 1803 war in weiten Teilgebieten des Waldes Holzeinschlag untersagt. Von 1832 bis zum Ende des Ersten Weltkriegs wurde der Wisentbestand jährlich gezählt. Er erreichte 1857 mit 1900 Wisenten sein Maximum. Danach kam es durch zwei Epizootien in den Jahren 1890 und 1910 zu einem Rückgang der Bestände. Anfang 1915 lebten noch etwa 770 Wisente in diesem Gebiet. Im Herbst 1917 waren es nur noch 150 Tiere. Unmittelbar nach Ende des Ersten Weltkriegs fielen die meisten Tiere marodierenden Soldaten sowie Wilderern zum Opfer. Überreste eines gewilderten Wisents sowie Fährten von vier weiteren Tieren wurden letztmals am 4. April 1919 gefunden. Da jedoch während des 19. Jahrhunderts aus Wisentbeständen dieses Gebietes immer wieder Wisente gefangen und an Zoos und Gehege verschenkt worden waren, konnte auf diese Nachkommen Białowieżaer Wisente zurückgegriffen werden, als in den 1920er Jahren die Bemühungen einsetzten, die Art zu erhalten. Die sogenannte Pleß-Linie geht beispielsweise auf einen Bullen und vier Kühe zurück, die 1865 dem Fürsten von Pleß geschenkt und mit denen über einige Jahrzehnte in den Pleßer Wäldern gezüchtet wurde. Große Bedeutung hat in der heutigen Erhaltungszucht der Bulle Plisch mit der Zuchtbuchnummer 229, der 1936 von Pleß wieder nach Białowieża zurückgebracht wurde. Von ihm stammen fast alle zurzeit im Urwald von Białowieża lebenden Wisente ab.
Bereits im 17. Jahrhundert war in Mitteleuropa bekannt, dass es auch in Kaukasien Wisentbestände gab. Erst im 19. Jahrhundert sammelten Naturforscher wie Alexander von Nordmann und Gustav Radde während ihrer Forschungsreisen nähere Einzelheiten über die dort lebenden Wildrinder. Das Verbreitungsgebiet des Kaukasus-Wisents war der Nordhang des Kaukasusmassivs sowie dessen Vorgebirge. Auf der Südseite des Gebirges kamen Wisente nur im Westen bis etwa zur Grenze von Abchasien vor. Im 19. Jahrhundert lebten vom Kaukasus-Wisent noch etwa 2000 Individuen. Die Bestände gingen aufgrund des Großen Kaukasuskrieges sowie zunehmender menschlicher Besiedlung des Verbreitungsgebietes mehr und mehr zurück. In den 1890er Jahren existierten nur noch 442 Kaukasus-Wisente, die vom russischen Zaren unter Schutz gestellt wurden. Nachdem im Jahr 1919 zusätzlich eine Epizootie durch Hausrinder eingeschleppt worden war, verringerte sich die Zahl der Tiere auf 50 Individuen. Der letzte freilebende Kaukasuswisent wurde 1927 getötet. Ein Bulle dieser Art mit Namen Kaukasus und Zuchtbuchnummer 100 spielte jedoch in der Erhaltungszucht der Wisente eine bedeutende Rolle. Er wurde mit Flachlandwisenten gekreuzt und begründete damit die Flachland-Kaukasus-Linie.

### Heutige Verbreitung

Verbreitung des Wisents:
Ganzjähriges Vorkommen Zusammengestellt von IUCN (International Union for Conservation of Nature) 2020

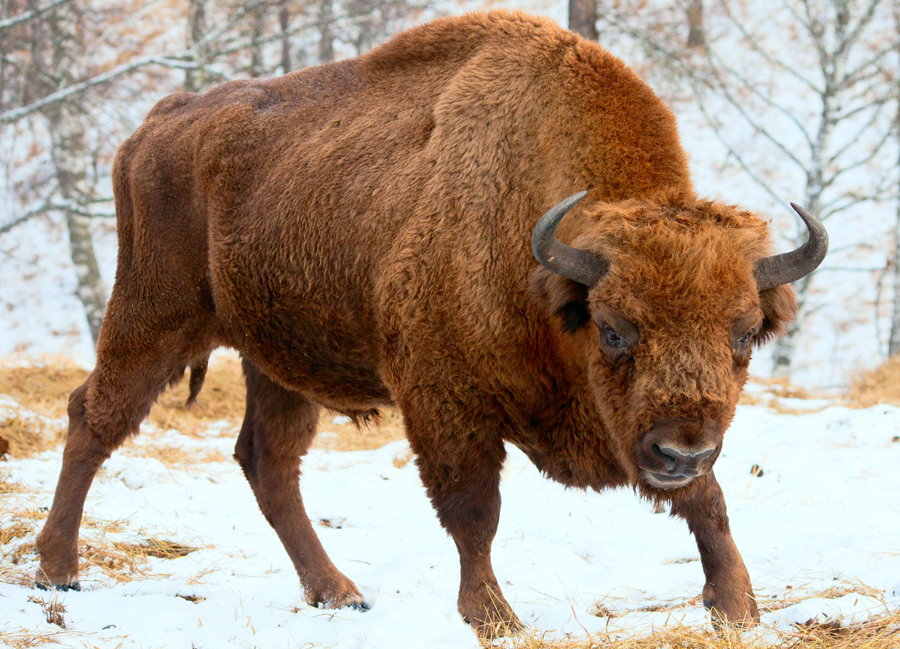
Wisent in einer Zuchtstation der Russischen Akademie der Wissenschaften im russischen Altaigebirge (Republik Altai)

Wiederansiedlungen von Wisenten erfolgten 1952 im polnischen Teil und 1953 im belarussischen Teil von Białowieża. 2004 lebten in Polen, Belarus, der Ukraine, Russland, Litauen und der Slowakei 29 freie und zwei halbfreie Populationen. Seit den 1980er Jahren lebt auch im russischen Altaigebirge wieder eine kleine Population des Flachlandwisents, die aber zunehmend an Inzucht leidet.

#### Auswilderungsprojekte

##### Kaukasus 1940
Im Juni 1940 wurden fünf Wisente einer in der Sowjetunion gezüchteten kaukasischen Hybridlinie (B. b. bonasus × B. b. caucasicus × B. bison) im Westkaukasus wiederangesiedelt. Bis 1985 hatten sich diese Wisenthybriden 140.000 Hektar Bergwälder und alpine Wiesen zurückerobert. Mit fast 1400 Tieren entwickelte sich die Population des Reservates Kavkazsky im nördlichen Westkaukasus zur größten Wisentpopulation weltweit. Aufgrund der Wirren bei der Auflösung der Sowjetunion ging der Bestand von 1400 Tieren auf 240 Tiere zurück. Das knapp 300.000 Hektar große Kaukasus-Naturreservat wurde im Jahr 1999 zum UNESCO-Weltnaturerbe ernannt. Die Zahl der in Freiheit lebenden Wisente der Hochlandlinie ist 2010 um rund zehn Prozent auf 540 gewachsen.

##### Auswilderung in der Tschernobyl-Sperrzone ab 1998
Nachdem festgestellt worden war, dass sich in der Tschernobyl-Sperrzone andere Wildtiere vermehrten, entschloss man sich ab 1998, auch Wisente dort auszusetzen. Nach anfänglichen Schwierigkeiten gibt es im belarussischen Teil der Tschernobyl-Sperrzone mittlerweile drei Herden mit insgesamt 93 Tieren (Stand 2012) der Flachlandlinie, die sich langsam vermehren.

##### Auswilderung in der Slowakei 2004
Am 10. Dezember 2004 wurden im Rahmen des Large-Herbivore-Network-Projektes fünf Wisente – drei Kühe und zwei Bullen – im slowakischen Nationalpark Poloniny ausgewildert. Zwei Wochen später gesellte sich ein wilder Bulle aus dem direkt angrenzenden polnischen Bieszczady-Nationalpark zu der Herde. (Beide Nationalparks bilden zusammen mit dem ukrainischen Nationalpark Usch das Biosphärenreservat Ostkarpaten.) Im Oktober 2005 wurden eine weitere Kuh und ein Bulle ausgewildert, im September 2006 zwei Kühe. Die erste Freilandgeburt eines Wisentkalbs erfolgte am 14. Juli 2006. Die Zahl der Wisente ist im Lauf der Jahre auf 17 angewachsen, bestehend aus einer 15-köpfigen Herde sowie zwei einzelgängerischen Bullen (Stand 2013).

##### Auswilderung in Rumänien 2012
Am 22. März 2012 wurden im Rahmen des Rewilding-Europe-Projektes fünf Wisente im Naturpark Vânători-Neamț in Nord-Ost-Rumänien (Kreis Neamț) ausgewildert. Weitere fünf Tiere wurden im Jahr 2013 ausgewildert.

##### Auswilderung in Portugal 2024
Im Mai 2024 wurden acht Wisente in Portugal ausgewildert.

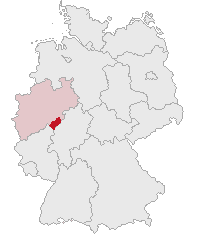
Lage des Kreises Siegen-Wittgenstein in Deutschland (dunkelrot)

##### Auswilderung in Deutschland 2013

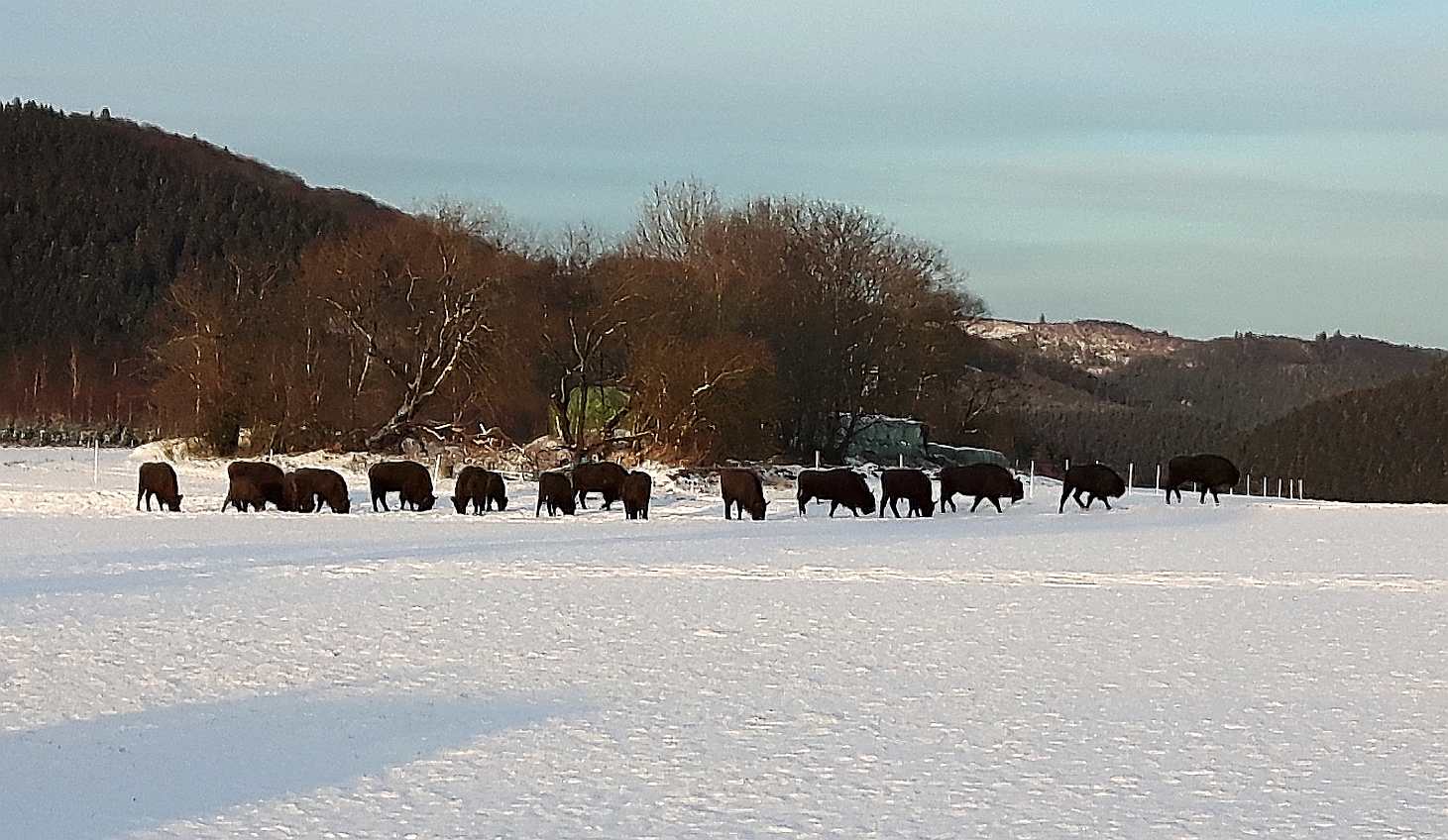
Freilebende Wisente nahe Almert

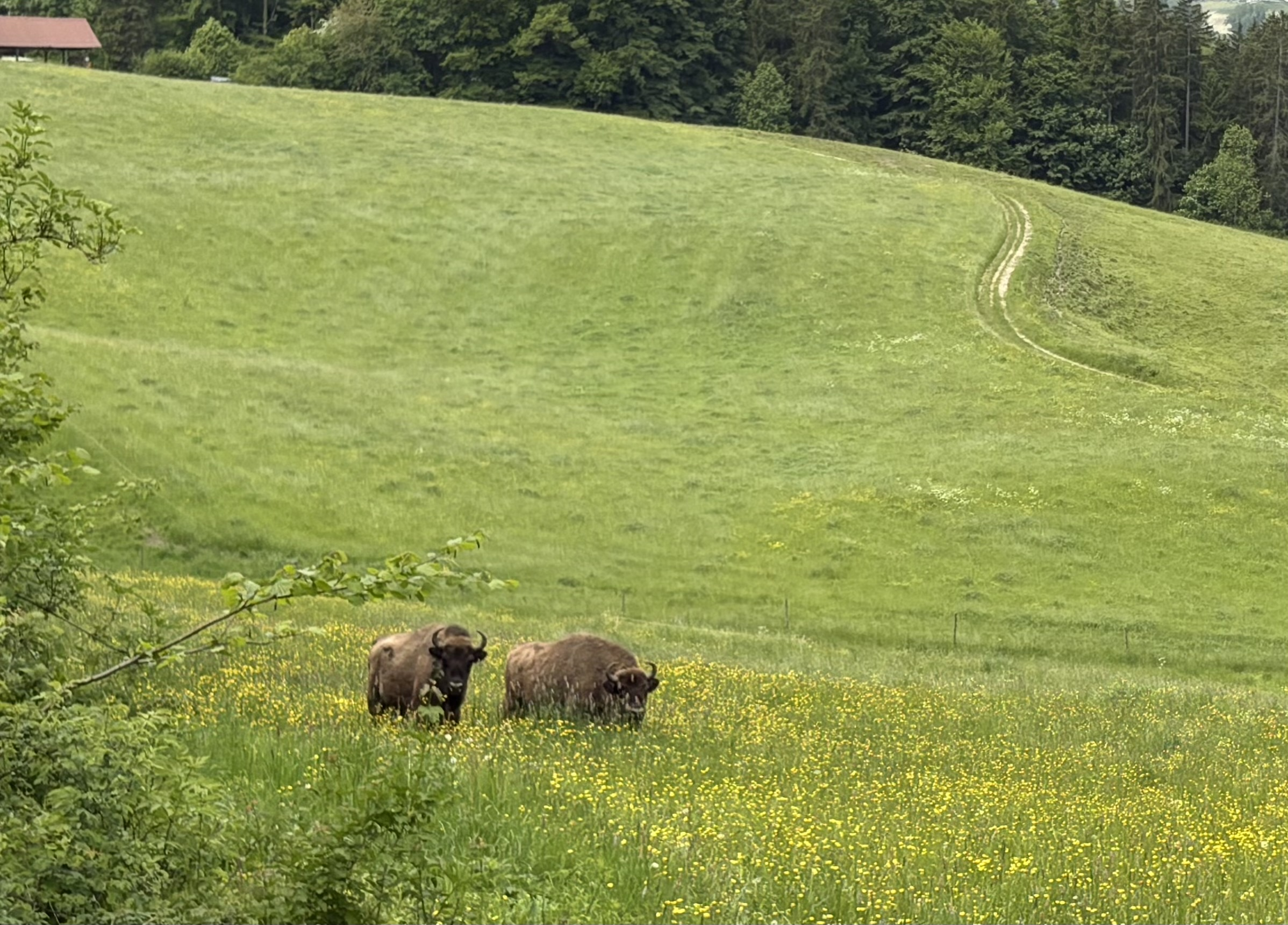
Wisentkühe im Schweizer Jura

Mit dem Projekt Wisente im Rothaargebirge wurde am 11. April 2013 im Kreis Siegen-Wittgenstein eine achtköpfige Herde, bestehend aus einem Bullen, fünf Kühen und zwei Jungtieren, ausgewildert. Im Dezember 2019 war die Herde auf etwa 25 Tiere angewachsen. Die Herde hatte schon seit März 2010 vor Ort in einem 80 Hektar großen Auswilderungsgehege gelebt. Zu den wissenschaftlichen und rechtlichen Vorgaben für die Auswilderung, deren Erfüllung in dieser Zeit überprüft wurde, zählte unter anderem, dass ein natürliches Fluchtverhalten und eine natürliche Fluchtdistanz erreicht werden mussten. Ende Dezember 2012 erteilte dann das Landesumweltministerium in Düsseldorf die Genehmigung zur Auswilderung in die freie Natur. Die Herde wurde für eine Übergangszeit von zwei bis fünf Jahren mit GPS-Sendern zur Ortung ausgestattet. Alle Tiere der Herde gehören der Flachland-Kaukasus-Linie an.
Im Mai und im Juni 2013 wurden in dieser Herde die ersten zwei Wisente seit Jahrhunderten in Deutschland in freier Wildbahn geboren. Die Herde hält sich weniger verborgen als erwartet und wurde schon in den ersten Wochen nach der Freisetzung mehrmals von Wanderern beobachtet. Im Jahre 2017 wurden die Wisente beim Überqueren einer zugeschneiten Straße gefilmt. Im Dezember 2017 kam es zu einer Kollision mit leichtem Blechschaden. Auch in den Folgejahren kam es zu Verkehrsunfällen, so 2022 und 2023. 2023 attackierte ein Wisent ein haltendes Fahrzeug und demolierte es. 2019 sollte ein für andere Tiere durchlässiger Zaun den Lebensraum der Herde für zunächst drei bis fünf Jahre auf ein Gebiet von 1500 ha Fläche begrenzen. Die Idee wurde jedoch 2021 verworfen, da der Zaun nicht durchsetzbar war.
Im Juli 2021 erreichten Schmallenberger Waldbesitzer in einem letztinstanzlichen Gerichtsurteil, dass die Wisentherde ihre Wälder nicht mehr betreten darf, da die Tiere dort jahrelang Rotbuchen durch Schälen der Rinde zum Absterben gebracht hatten (OLG Hamm, Aktz. 5U 153/15). Außerdem hat sich die Herde monatelang an Silohaufen der Landwirte im Nachbarlandkreis Hochsauerland aufgehalten, dort vom Silo gefressen und dabei kein Fluchtverhalten mehr gezeigt.
2023 umfasst die Herde im Rothaargebirge rund 40 Tiere und hat sich geteilt: Eine Hälfte ist im Siegerland unterwegs, die andere im Hochsauerlandkreis. Inzwischen versucht ein runder Tisch Wege zu finden, wie das Zusammenleben mit den Wisenten möglichst einvernehmlich gestaltet werden kann.
Außer im Rothaargebirge werden derzeit ca. 130 Wisente in der Wildniskernzone der Döberitzer Heide an ein Leben unter naturnahen Bedingungen gewöhnt. In der Wildniskernzone, die eine Fläche von etwa 2000 ha umfasst, sollen die Tiere unter annähernd wilden Bedingungen leben. Die Tiere sind dort jedoch weitläufig eingezäunt.

##### Schweiz: Testherde in betreuter Halbfreiheit 2022
Schweizer Naturschützer und Zoologen um Christian Stauffer, früherer Leiter des Wildnisparks Zürich, diskutierten die Wiederansiedlung von Wisenten im Jura, genauer im Naturpark Thal – dort und in dessen Umgebung liegt eines der größten zusammenhängenden Waldgebiete der Schweiz, nämlich der Nordhang der Weissenstein-Kette. Die Region selbst erhoffte sich davon eine größere Anziehungskraft auf Touristen. Im Juni 2020 wurde bekannt, dass für dieses Projekt ein Gelände in der Nähe der Sollmatt in Welschenrohr ausgewählt wurde. Hauptkriterium war, dass das Gebiet möglichst groß ist und möglichst wenigen Grundbesitzern gehört. In einem Gehege mit sowohl offenen wie bewaldeten Zonen wurden im September 2022 vorerst fünf Wisente für zwei Jahre zur Eingewöhnung ausgesetzt. Die Leitkuh wurde mit einem Senderhalsband ausgestattet; die Umzäunung ist für Rehe und andere Waldtiere durchlässig. Ebenso führen bestehende Wanderwege durch das umzäunte Gebiet. Der Versuch soll fünf Jahre dauern, bevor die Herde ausgewildert werden soll. Dafür ist aber eine weitere Bewilligung notwendig. Bereits die Baubewilligung für das Gehege musste bis vor das Bundesgericht erkämpft werden. Der Solothurnische Bauernverband, Mitglied beim Schweizer Bauernverband, unterstützte die Beschwerde eines Bauern bis vor das Bundesgericht. Im Juli 2023 wurde das erste Kalb seit bald 1000 Jahren in der Schweiz geboren. Mit Stand von Mitte September 2024 ist die Herde auf zehn Tiere angewachsen und das Gehege auf 100 Hektaren vergrößert. Wegen Inzuchtgefahr soll voraussichtlich 2025 ein erster Jungstier aus dem Gehege entnommen werden, wahrscheinlich durch Abschuss (Tötung), andernfalls durch Weitergabe an einen Zoo oder einen Wildtierpark.

##### Diskutierte weitere Wiederansiedlungsprojekte
In einigen europäischen Ländern laufen derzeit Wiederansiedlungsprojekte des Flachlandwisents oder werden gerade vorbereitet, so etwa in den Niederlanden (Veluwe und Maashorst), in Dänemark (Almindingen auf Bornholm und Lille Vildmose) und in Frankreich (Monts d’Azur am Rand der Seealpen), außerdem in Aserbaidschan (Shahdag-Nationalpark).
Auch für das Naturschutzgebiet Borkenberge bei Haltern ist die Wiederansiedlung von Wisenten (sowie Rothirschen und Wildpferden) im Gespräch. Es handelt sich dabei um ein ehemaliges britisches Truppenübungsgelände von etwa 20 km² Fläche, mit kargem Sandboden. Es soll für Besucher zugänglich sein und von Aussichtstürmen aus eingesehen werden können. Man erhofft sich davon – neben der touristischen Attraktion –, dass die Großsäuger die völlige Verbuschung der Landschaft verhindern und eine natürliche Artenzusammensetzung wiederherstellen.
2017 schlug der WWF Deutschland im Rahmen einer Studie zehn Gebiete vor, die besonders gut als Lebensraum für Wisente geeignet sind. Die vier wichtigsten davon sind der Spreewald samt Umgebung, das Gebiet der Seenplatte zwischen Müritz und Schorfheide, der Harz und der Pfälzerwald. Noch offen ist, ob die Tiere dort gezielt wiederangesiedelt werden oder ob man einfach abwartet, bis sie von Osten her von selbst wieder einwandern.
Seit 2019 wird auch die Wiederansiedlung von Wisenten im Gebiet Wahner Heide/Königsforst im Rheinland diskutiert, das zum großen Teil schon unter Naturschutz steht.

#### Zuwanderung nach Deutschland 2017
Am 13. September 2017 kam es erstmals seit der Ausrottung der Art in Deutschland zu einer Einwanderung eines Wisents aus Polen über die Oder. Das Wildtier wurde zwei Stunden nach der Entdeckung auf einem Deich bei Lebus in der Flussaue durch zwei örtliche Jäger verfolgt und geschossen, nachdem sie unter der Vorgabe einer angeblich unmittelbaren Gefahr für Leib und Leben eine telefonische Anordnung zum Abschuss vom Amtsdirektor von Lebus eingeholt hatten. Der Kopf wurde als Jagdtrophäe abgeschnitten und am Folgetag zu einem Tierpräparator gebracht. Der Bulle war zuvor mehrere Jahre lang unfallfrei durch das westliche Polen gezogen. Mehrere Privatpersonen und Verbände – unter anderem der WWF – erstatteten Strafanzeige gegen die beteiligten Personen aufgrund eines mutmaßlichen Verstoßes gegen das Bundesjagdgesetz. Das Ermittlungsverfahren gegen den Ordnungsamtsleiter wurde im Juni 2018 eingestellt.

## Lebensraum

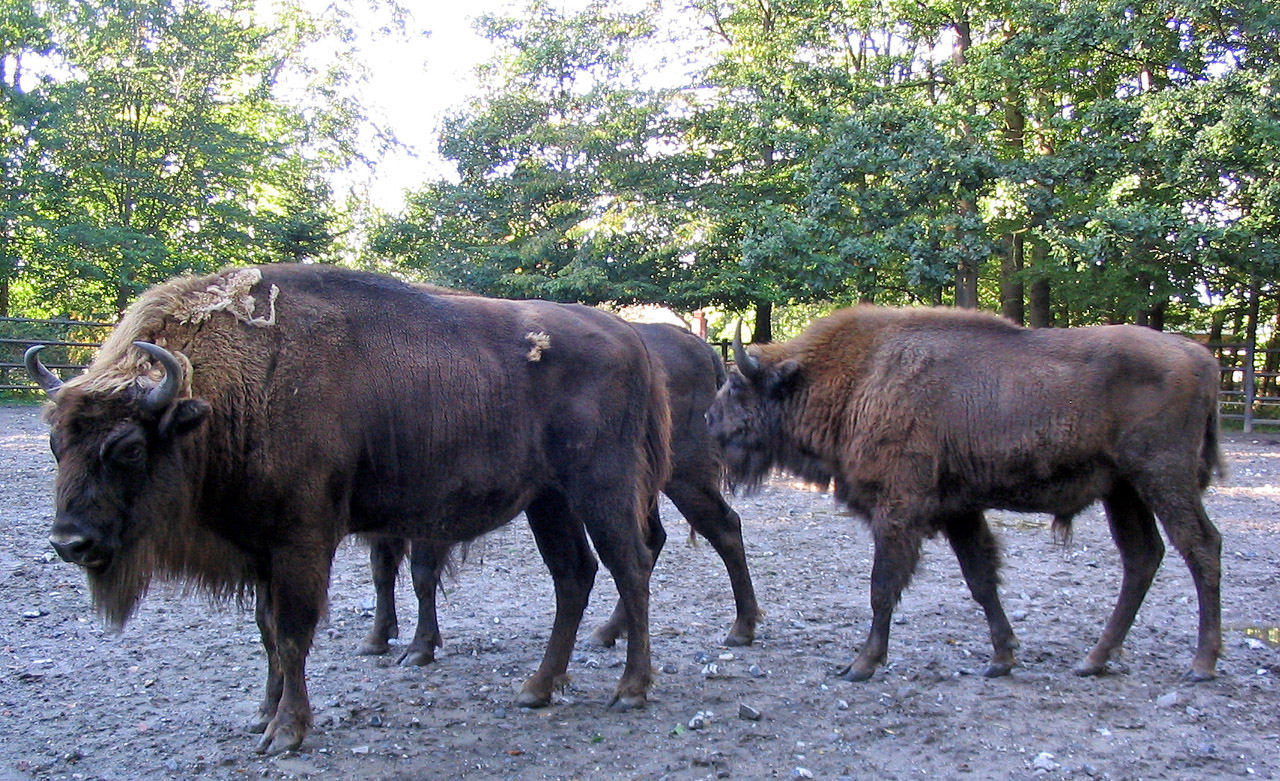
Wisente im Stralsunder Tierpark, 2004

Der bevorzugte Lebensraum der Wisente sind offene und halboffene Weideflächen, die er sich aus Sicht der Megaherbivorenhypothese auch selbst schaffen kann. Ausgedehnte Wälder, in welchen der Wisent vor seinem Aussterben in der Freiheit zuletzt vorkam, stellen nur einen Ersatzlebensraum dar. Wo Wisente in Wäldern leben, bevorzugen sie Laub- und Mischwälder mit einem ausgeprägten Mosaik unterschiedlich dichter Vegetationsstrukturen. Reine Nadelwälder werden nur selten aufgesucht, Mischwäldern wird aber der Vorzug vor reinen Laubwäldern gegeben. Eine Vorliebe zeigen Wisente für Erlenbruchwälder. Im Wald von Białowieża, der nicht nur die ältesten freilebenden Wisentherden beherbergt, sondern auch das ursprünglichste und vom Menschen am wenigsten geprägte Waldgebiet in Mitteleuropa ist, machen tote Bäume etwa 20 Prozent der Gesamtholzmasse aus. Dadurch ist der Wald deutlich lichter als mitteleuropäische Wirtschaftswälder. Entsprechend kann sich eine dichtere Krautschicht entwickeln. Die jahreszeitlich unterschiedliche Entwicklung der Krautschicht in Białowieża prägt das Nutzungsverhalten der Tiere: So halten sich Wisente im Frühjahr überwiegend in Laubwäldern auf, in denen sich die Krautschicht am frühesten entwickelt. Ab Ende Mai nutzen sie bevorzugt frische Mischwälder, in denen die Krautschicht sich später entwickelt und im Juni und Juli in voller Blüte steht. Die Reviergröße einer Gruppe von Wisenten beträgt etwa 4600 bis 5600 Hektar (rund 50 km²). Die Reviere einzelner Gruppen können sich jedoch zu einem großen Teil überlappen. Der Wisent toleriert boreales Klima gut, sodass die Nordgrenze der Verbreitung während der Neuzeit wohl vor allem durch anthropogene Einflüsse bestimmt war. Eine Herde, die seit den 1990er Jahren in der Oblast Wologda auf etwa 60°N lebt, kommt etwa gänzlich ohne Winterfütterung aus.

## Nahrung

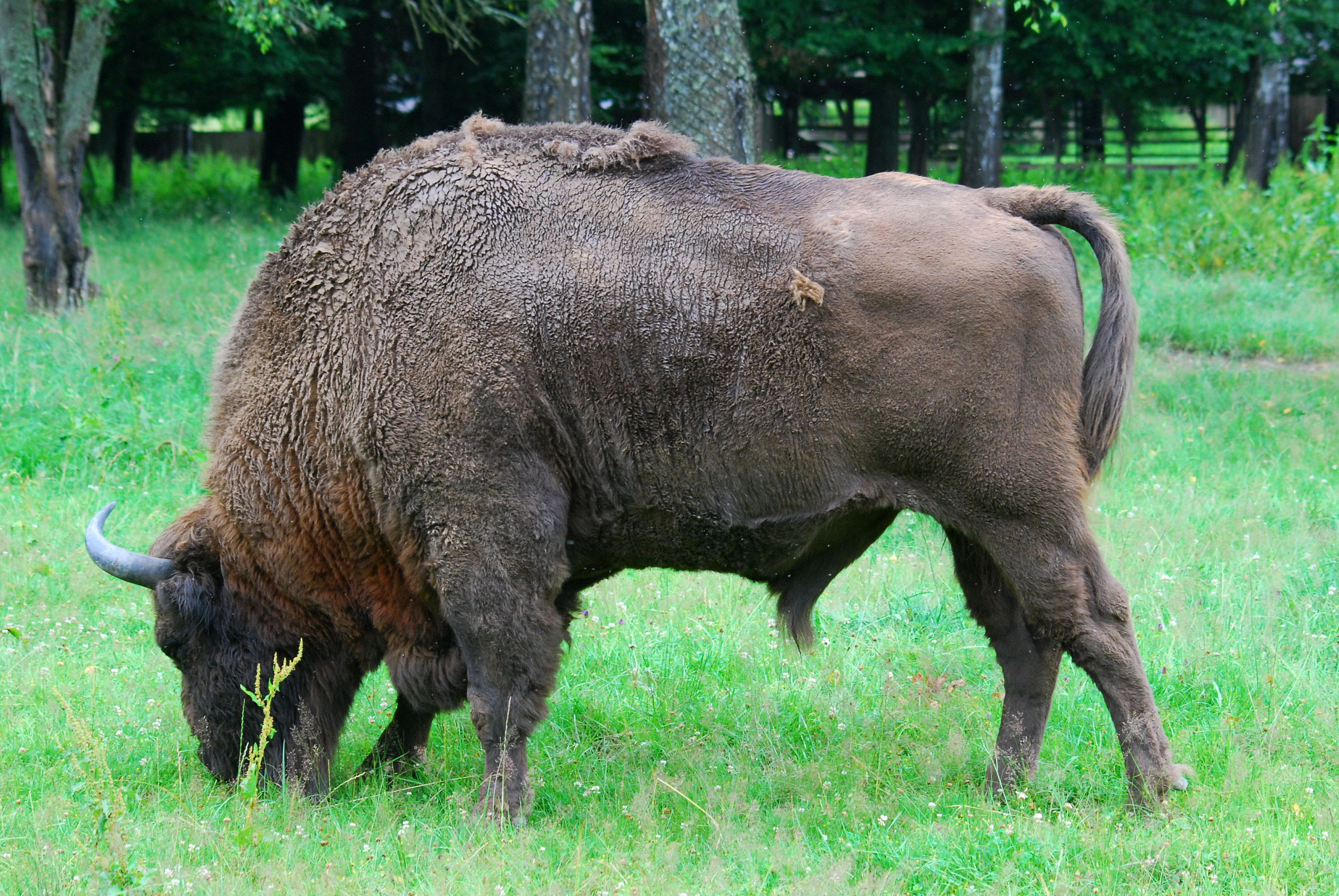
Weidender Wisentbulle

Der Wisent ist ein typischer Raufutterverwerter (pflanzliche Nahrung mit Silikateinlagerungen). Dies unterscheidet ihn vom Rothirsch, der den sogenannten Intermediärtyp vertritt, und vom Reh, das als sogenannter Selektierer nur energiedichte Pflanzenarten und -teile frisst. Die drei Arten sind deshalb keine Konkurrenten um Nahrungsressourcen. Die Literaturangaben über den täglichen Nahrungsbedarf eines ausgewachsenen Wisents reichen von 30 bis 60 Kilogramm.
Während der Vegetationszeit äsen Wisente überwiegend die Krautschicht, und unabhängig vom Waldtyp stellt dies die Hauptquelle der Nahrung dar. Regelmäßig werden auch junges Laub und Triebe gefressen, allerdings macht dies immer einen geringen Teil der Nahrung aus. Baumrinde wird vor allem gegen Ende des Winters abgeschält und gefressen. Bei Populationen, die im Winter kein Heu erhalten – wie die in freier Wildbahn lebenden Wisente im Zentralkaukasus –, stellen Brombeersträucher und unter dem Schnee freigescharrte Krautvegetation den Hauptteil der Nahrung dar. Auch hier steigt der Anteil von Baumrinde in der Nahrung deutlich an, wenn die Schneedecke höher ist.
In Białowieża hat man insgesamt 137 Pflanzenarten identifiziert, die in der Ernährung der Wisente eine Rolle spielen. Dazu zählen Wald-Reitgras, Wald-Segge und Behaarte Segge, Giersch, Große Brennnessel, Wolliger Hahnenfuß sowie Kohl-Kratzdistel. Triebe und junges Laub werden insbesondere von Hainbuche, Salweide, Esche und Himbeere gefressen. Die Baumrinde von Stiel-Eiche, Hainbuche, Esche und Fichte spielt im Winter eine Rolle. Daneben werden im Herbst Eicheln und Bucheckern aufgenommen.

## Sozialverhalten
Wisente sind Herdentiere. Lediglich ältere Bullen leben meist einzelgängerisch, während junge Bullen sich gewöhnlich zu kleinen Gruppen zusammenschließen. Die typische Wisentherde ist jedoch eine gemischte Gruppe, die aus Kühen, zwei- bis dreijährigen Jungtieren, Kälbern und während der Brunftzeit zeitweise auch erwachsenen Bullen besteht. Die Gruppenzusammensetzung ist nur sehr selten über längere Zeit stabil. Herden vermischen sich, wenn sie aufeinandertreffen, und wenn sie sich wieder trennen, ist häufig ein Teil der jeweiligen Gruppenangehörigen ausgetauscht. Eine Herde wird von einer Leitkuh angeführt. Das Alter ist ein bestimmender Faktor für den Rang, wobei einzelne Kühe ihre Stellung zum Teil über mehrere Jahre innehaben, wie man aus Untersuchungen an freilebenden Herden weiß. Bullen, die während der Fortpflanzungszeit zu den Herden stoßen, haben keinen Einfluss auf die Gruppenhierarchie. Ihre Anwesenheit dient lediglich der Fortpflanzung.
Wisente halten in der Regel einen Abstand von zwei bis drei Metern voneinander. Wird diese Distanz von einem rangniedrigeren Tier etwa beim Passieren einer engen Wegstelle unterschritten, kann das ranghöhere Tier aggressiv reagieren. Kämpfe sind jedoch ausgesprochen selten.

## Aktivitätsrhythmus
Studien zur Lebensweise der Wisente liegen nur für solche Tiere vor, die zumindest zeitweise zugefüttert werden. So werden auch die im Urwald von Białowieża freilebenden Wisentherden während des Winters mit Heu gefüttert, bei großen Schneehöhen nehmen die Tiere keine andere Nahrung mehr zu sich.

### Jahreszyklus im Nationalpark Białowieża

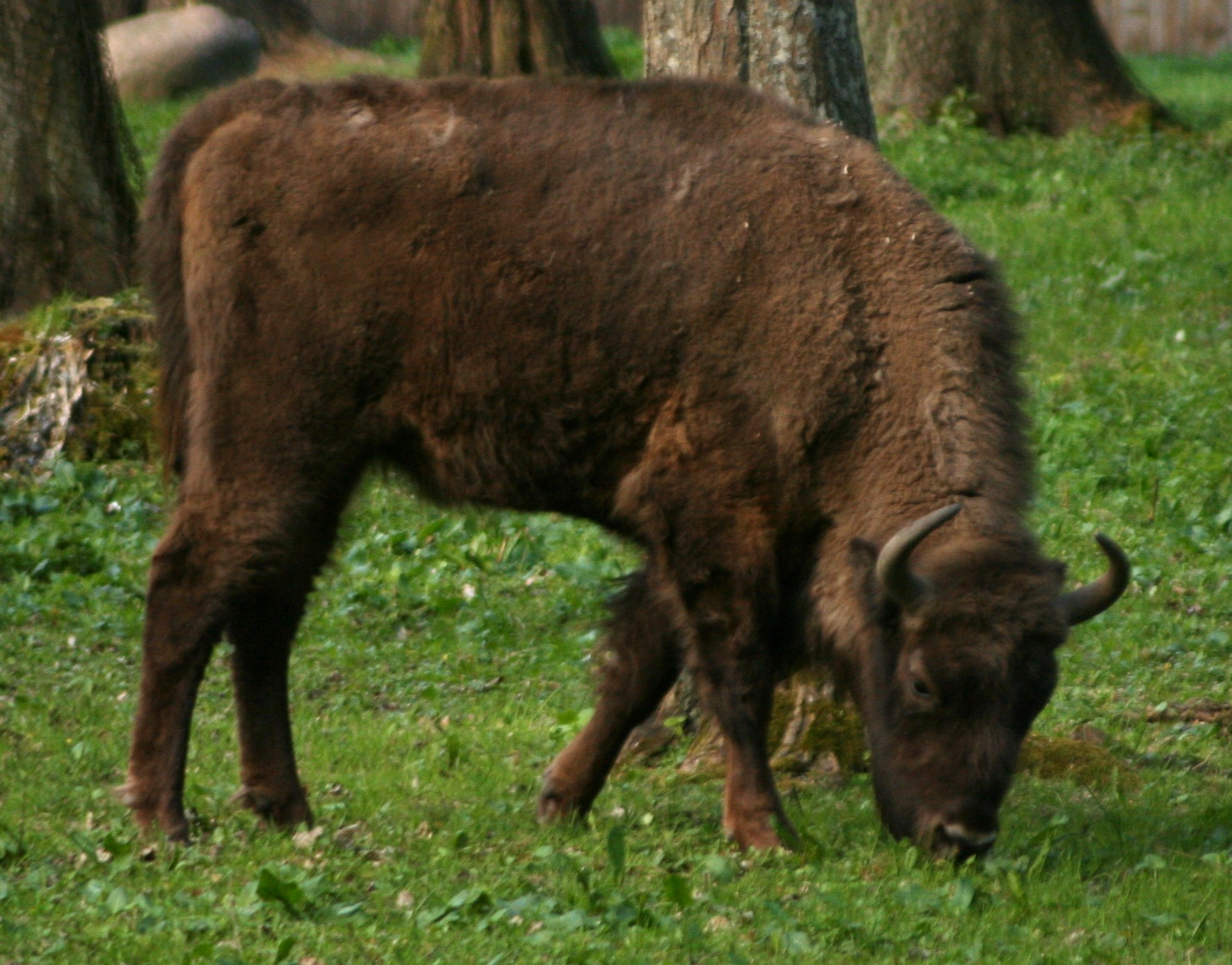
Äsende Jungkuh im Białowieża-Nationalpark

Die Paarungszeit der Wisente fällt in den Zeitraum August bis Oktober. Ab August schließen sich ausgewachsene Bullen den Herden an. Die Bullen tolerieren dann in der Nähe ihrer Herde keine Rivalen und auch Jungtiere halten sich in dieser Zeit etwas von den Kuhherden entfernt. In diesen Monaten legen Wisente auch die Energiereserven für den Winter an, wobei sie Pilze wie Hallimasche und in großen Mengen Brennnesseln fressen. Im Nationalpark Białowieża beginnen die Wisentherden sich allmählich den Wintereinständen zu nähern, an denen sie traditionell mit Heu gefüttert werden. Ab November halten sie sich in unmittelbarer Nähe dieser Fütterungsstellen auf und wandern auf der Suche nach Grünpflanzen nur in näher gelegene Gebiete, wenn die Schneedecke noch nicht geschlossen ist. Altbullen sind in der Regel die letzten Wisente, die sich an den Fütterungsstellen einfinden. Die Konzentration rund um die Fütterungsstellen währt bis März. Erst im April lösen sich die Wintergruppierungen auf. Die Wisente entfernen sich immer weiter von den Fütterungsstellen und suchen insbesondere in Eichen-Hainbuchen-Wäldern nach den ersten grünen Pflanzen. Eine der wesentlichen Nahrungspflanzen in dieser Zeit ist das Buschwindröschen. Sobald das Laub austreibt, fressen die Wisente auch die frischen Triebe. In den Zeitraum Mai bis Juli fällt die Setzzeit und die Aufzucht der Kälber. Wisente durchstreifen dann sehr weiträumig das Gebiet. Sie legen durchschnittlich aber nicht mehr als fünf Kilometer am Tag zurück und halten sich an Stellen mit reichlichem Nahrungsangebot über mehrere Tage auf. Bei den Wanderungen nimmt die Leitkuh grundsätzlich die Position an der Spitze der Gruppe ein. Die anderen Wisente folgen ihr dicht nebeneinander gehend. Jungwisente und ältere Kälber halten sich dabei meist in der Gruppe auf. Begleitet ein erwachsener Bulle die Herde, geht er in der Regel am Ende.

### Tagesrhythmik

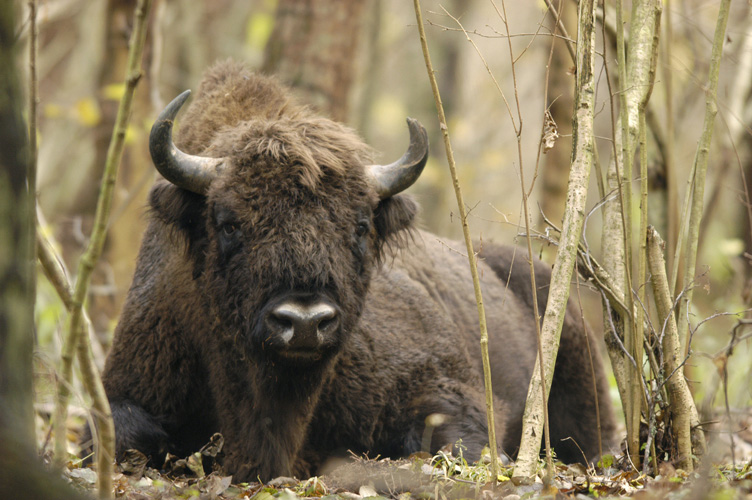
Der Tagesrhythmus ist durch lange Ruhephasen bestimmt

Wie für Wiederkäuer typisch ist der Tagesrhythmus von mehreren Phasen des Äsens und Ruhens bestimmt. Die Länge einer einzelnen Äsungsphase ist sehr variabel und kann von 15 Minuten bis zu fünf Stunden dauern. Während der Vegetationsphase verbringen Wisente im polnischen Teil des Nationalparks etwa 60 Prozent ihrer Zeit mit Äsen, im belarussischen Teil dagegen durchschnittlich 80 Prozent. Dieser Unterschied wird auf das unterschiedliche Nahrungsangebot zurückgeführt. Die erste Äsungsphase beginnt bei Sonnenaufgang, die letzte spielt sich während der Abenddämmerung ab. Bei den im Nationalpark Białowieża untersuchten Wisenten sind während des Tages zwei weitere Äsungsphasen zu beobachten. Länge und Zeitpunkt sind abhängig vom Wetter, von der Belästigung durch Insekten, der Qualität des Nahrungsangebots und der Störung durch Menschen. Im belarussischen Teil des Nationalparks, der den Tieren eine weniger gute Nahrungsbasis bietet, äsen die Wisente auch nachts. Auch im polnischen Teil des Nationalparks verschieben Wisente bei hohen Tagestemperaturen ihre Äsungsphase in die Abend- und Nachtstunden und ruhen während des Tages.
Im Winter kehrt sich das Verhältnis von Äsungs- und Ruhephasen um. Sie verbringen dann etwa 30 Prozent ihrer Zeit mit dem Fressen von Heu. 60 Prozent des Tages ruhen sie.

## Fortpflanzung

### Geschlechtsreife und Fruchtbarkeit
Zur Fortpflanzung kommen in der Regel Bullen zwischen dem sechsten und zwölften Lebensjahr. Weder jüngere noch ältere Bullen können sich in den Revierkämpfen gegen ihre männlichen Artgenossen durchsetzen. Unter Gehegebedingungen sind aber auch ältere Bullen noch fortpflanzungsaktiv. Freilebende Kühe gebären ihr erstes Kalb in der Regel im vierten Lebensjahr. Sie bleiben bis ins hohe Alter fruchtbar. Kühe, die noch mit 20 Jahren Kälber werfen, sind auch in der freien Haltung keine Seltenheit. Unter natürlichen Umständen kalben die Kühe durchschnittlich alle zwei Jahre. In Gehegehaltung, wo das Futter ganzjährig reichlich zur Verfügung steht, werfen viele Kühe auch jährlich.

### Brunft

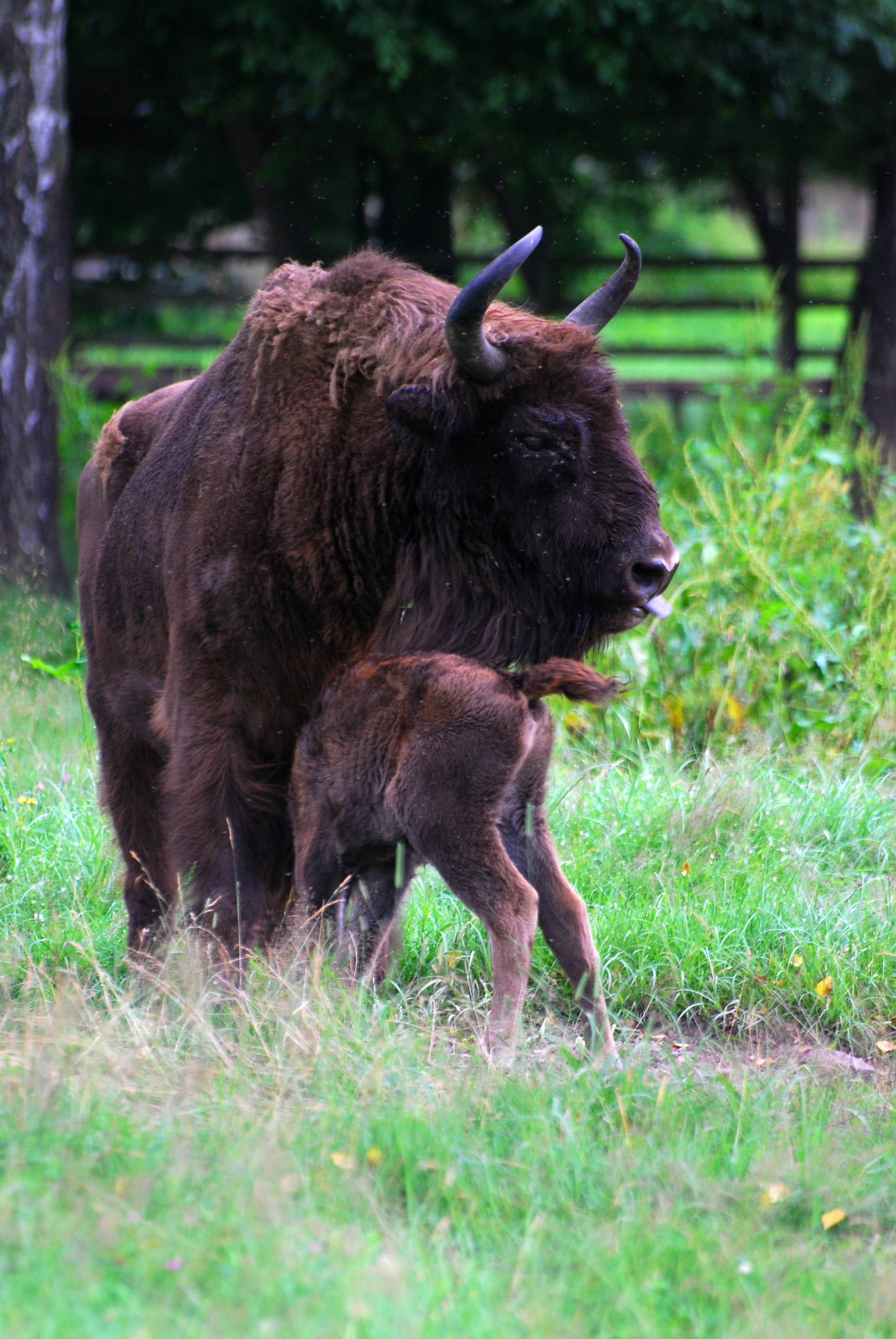
Wisentkuh mit Jungtier

Wisente haben ein polygynes Paarungssystem: Ein Bulle deckt mehrere Kühe. In der Regel bestehen die Harems aus zwei bis sechs paarungsbereiten Kühen. Die Brunfterscheinungen bei den Weibchen sind nicht sehr auffällig. Die Kühe sind lediglich etwas unruhiger. Bullen sind dagegen deutlich aggressiver und vertreiben beispielsweise auch kleine Vögel, die in der Nähe nach Insekten suchen. Auch Kälber werden gelegentlich von ihnen angegriffen.
Die meisten Deckakte finden zwischen August und Oktober statt. Brunftkämpfe zwischen Bullen sind verhältnismäßig selten, beispielsweise im Vergleich zu Rothirschen. Treffen zwei Bullen von ähnlicher Größe und Kraft aufeinander, geht dem Kampf ein ritualisiertes Verhalten voraus, bei dem sich der hohe Erregungszustand der Bullen unter anderem durch ein Wühlen im Boden mit den Klauen, ein Wälzen an Stellen, die sie zuvor mit Urin getränkt haben, oder ein Bearbeiten von Bäumen mit den Hörnern ausdrückt. In der Hauptphase des Kampfes stehen die Bullen frontal mit den Köpfen zueinander, greifen sich in kurzen Zeitabständen mit den Hörnern an und versuchen sich über den Kampfplatz zu schieben. Der Kampf wird in der Regel beendet, wenn einer der beiden Bullen aufgibt. Gelegentlich enden die Kämpfe mit Verletzungen der beteiligten Bullen oder auch tödlich.
Zum typischen Verhalten der Bullen während der Brunftzeit gehört ein Beschnuppern der äußeren Geschlechtsteile der Kühe. Bei diesem sogenannten Flehmen hebt der Bulle den Kopf an, streckt den Hals hoch und zieht die Lippen auseinander. Dabei prüft der Bulle die Konzentration der Sexualhormone im Harn der Kühe, um deren Paarungsbereitschaft zu beurteilen. Eine hochbrünftige Kuh wird für ein oder zwei Tage nahezu ununterbrochen vom Bullen begleitet. Dabei flehmt er wiederholt oder beleckt und beschnuppert ihre Schamgegend. Der hohe Erregungszustand des Bullen drückt sich durch ein Verhalten aus, das den Handlungen kurz vor einem Kampf mit einem anderen Bullen gleicht. Sehr häufig sind von ihnen knörende Rufe zu hören. Während der Brunftzeit fressen Bullen verhältnismäßig selten und verlieren in dieser Zeit erheblich an Gewicht.

### Tragezeit, Geburt und Lebenserwartung
Die Kühe tragen in der Regel nur einzelne Kälber aus, welche meistens zwischen Mai und Juli geboren werden. Die Tragezeit beträgt durchschnittlich etwa 264 Tage. Auf Grund der geringen Größe der Kälber und des Körperbaus der Kühe sind Trächtigkeitsanzeichen bei den Kühen nur schwach sichtbar.
Trächtige Kühe sondern sich vor der Geburt von der Herde ab und suchen geschützte Orte auf, um dort zu gebären. Der Geburtsvorgang ist verhältnismäßig schnell und verläuft meist komplikationslos. Die Kälber, die ein Geburtsgewicht von nur 25 bis 30 Kilogramm haben, kommen binnen einer bis zwei Stunden zur Welt. Bereits wenige Minuten nach der Geburt beginnt das Kalb mit Aufstehversuchen. Meist kann es bereits nach 30 Minuten stehen. Die Kühe schließen sich mit ihren Kälbern wenige Tage nach der Geburt wieder den Herden an. Im Gegensatz zu vielen anderen Huftieren wird das Kalb nach dem Säugen nicht versteckt abgelegt, sondern es bleibt ständig in unmittelbarer Nähe der Mutterkuh. Bis zu einem Alter von drei Monaten stellt die Muttermilch die Hauptnahrung der Kälber dar. Beim Säugen steht das Kalb parallel zum mütterlichen Körper. Ab drei Monaten spielt Pflanzennahrung eine zunehmende Rolle in seinem Nahrungsspektrum. Es hält sich ab diesem Zeitpunkt zunehmend weniger in unmittelbarer Nähe der Mutter auf, sondern ist häufiger mit Altersgenossen vergesellschaftet.
Wisentkühe erreichen nur in Ausnahmefällen das 25. Lebensjahr. Bullen werden selten älter als 20 Jahre.

## Todesursachen und Krankheiten

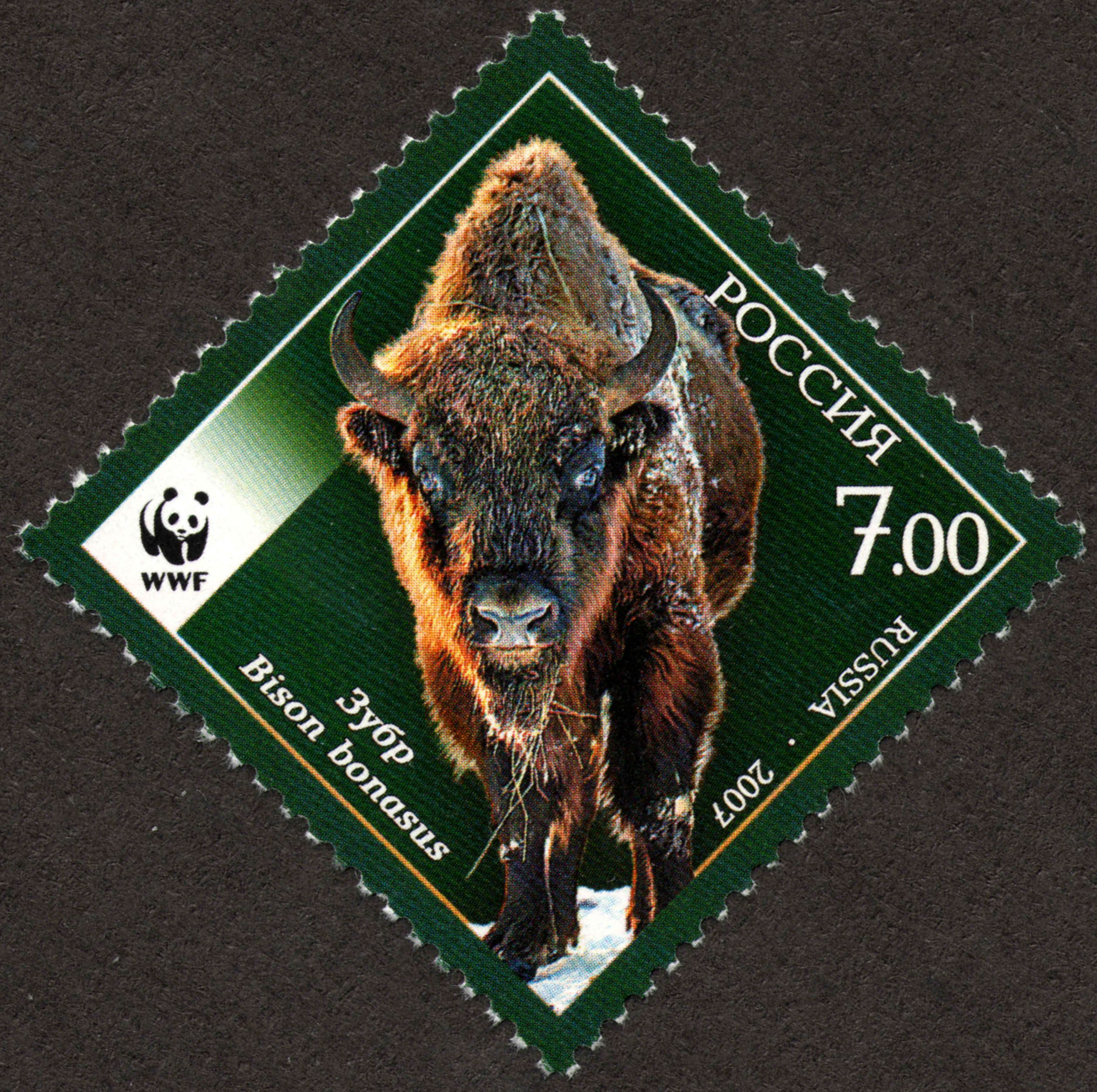
Gefährdete Tierart auf russischer Briefmarke

Eine Bedeutung als Fressfeind haben heute lediglich Wölfe und Luchse. Als großes Herdenwild ist der Wisent für diese Arten jedoch nur schwer zu erbeuten. Am ehesten werden noch Kälber gerissen. Małgorzata und Zbigniew Krasiński gehen davon aus, dass ein zunehmender Wolfsbestand keinen wesentlichen Einfluss auf die Wisentpopulation hat. Im polnischen Teil des Urwalds von Białowieża sind Verletzungen, Altersschwäche, der Befall durch Parasiten wie etwa Lungenwürmer sowie Wilderei die häufigsten Todesursachen. Bestandsbedrohend können sich ansteckende Krankheiten wie Maul- und Klauenseuche, Wild- und Rinderseuche sowie Rindertuberkulose auswirken. Wisente sind besonders gefährdet, sich mit dem Virus der Maul- und Klauenseuche anzustecken. In den Jahren 1953 und 1954 verendeten 35 Wisente in polnischen Reservaten an dieser Krankheit. Im Jahr 2025 starben mehrere Tiere durch eine Infektion mit der Blauzungenkrankheit auf dem Muna-Gelände bei Münster (Hessen).
Die niedrige genetische Vielfalt der gegenwärtig lebenden Wisente gilt als die größte Bedrohung des langfristigen Fortbestands dieser Art. Eine Inzuchtdepression kann zu einem vermehrten Auftreten genetischer Fehler und einer Schwächung des Immunsystems führen. Möglicherweise sind die bei untersuchten Wisentbullen zunehmend festgestellten Lageanomalien der Hoden, Hodenhypoplasien und Nebenhoden-Zysten auf solche genetischen Ursachen zurückzuführen.
Vermehrt tritt außerdem eine Vorhaut-Entzündung auf, die sogenannte Balanoposthitis. Sie führt zu nekrotisch-eitrigen Veränderungen an Vorhaut und Penis und im fortgeschrittenen Stadium zu einer Verwachsung der Vorhautöffnung mit Harnfistelbildung und in seltenen Fällen auch Harnverhaltung und Urämie. Verursacht wird die Krankheit von einer Reihe von Bakterienarten, die sich in mehreren Phasen im Gewebe einnisten; die Übertragungswege sind noch nicht bekannt. Die Erkrankung, derentwegen bereits in der Ukraine eine Population aufgelöst sowie im Urwald von Białowieża eine Reihe von Bullen gezielt abgeschossen wurde, tritt gelegentlich bereits bei Kälbern auf und wird offensichtlich nicht nur auf geschlechtlichem Wege übertragen.

## Systematik

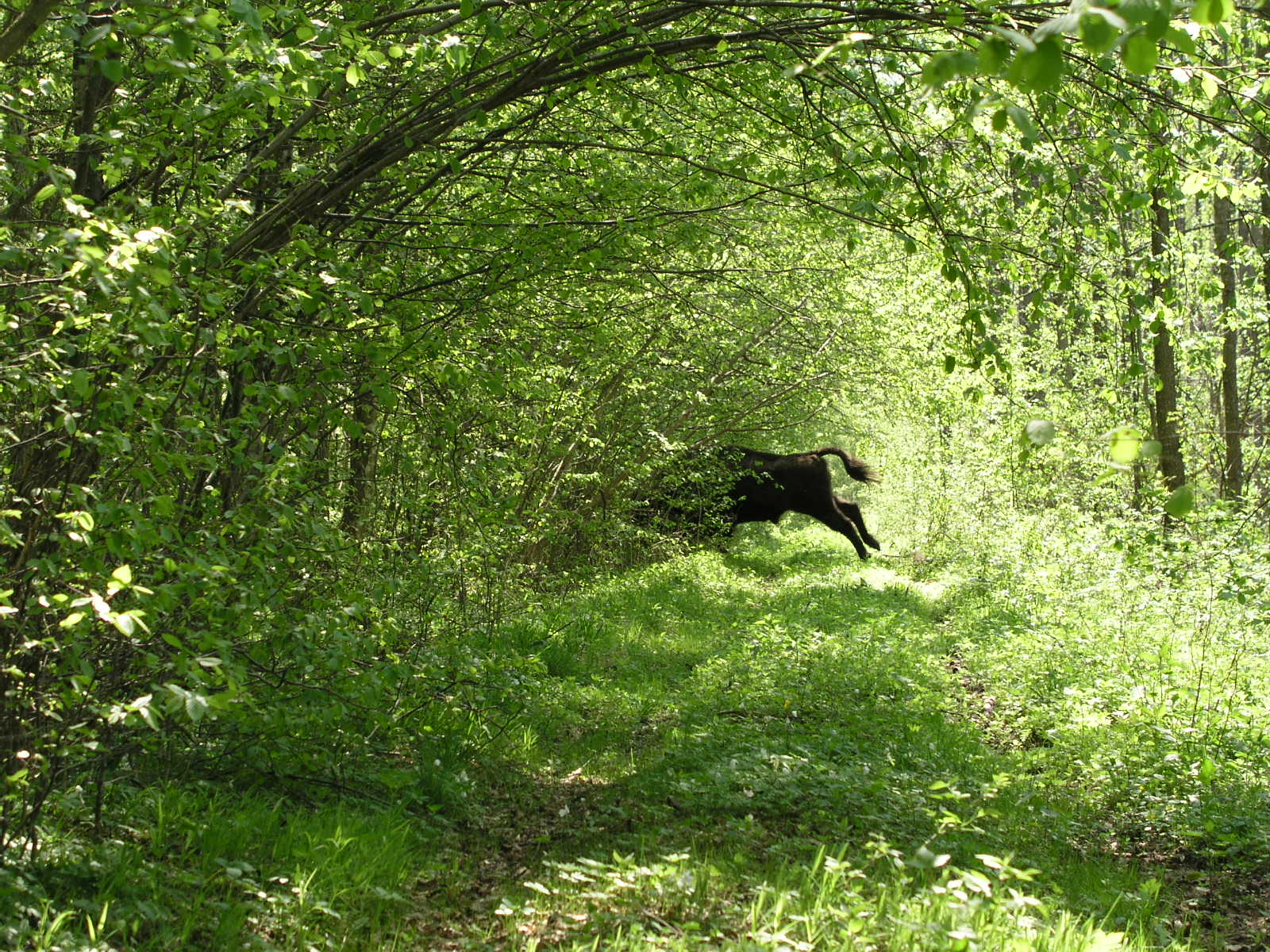
Ein Wisent der Flachlandlinie überquert in Białowieża einen Weg.

Der Wisent gehört zur Ordnung der Paarhufer, innerhalb dieser Ordnung werden Wisente der Familie der Hornträger zugeordnet, die nach einer Revision aus dem Jahr 2011 etwa 280 Arten umfasst. Ursprünglich stand der Wisent in der Gattung Bison (das spätlateinische Wort Bison ist vermutlich eine Entlehnung des germanischen Wortes wisund), heute wird er aufgrund von Ergebnissen molekulargenetischer Untersuchungen in die Gattung Bos verwiesen. In älterer Literatur wird noch diskutiert, dass der amerikanische Bison und der europäische Wisent einer Art angehören. Analysen der DNA ergaben jedoch, dass Wisente und amerikanische Bisons sich genetisch teilweise stark voneinander unterscheiden, obwohl beide Formen untereinander uneingeschränkt kreuzbar sind. Während Bisons und Wisente in den paternal vererbten Y-Chromosomen stark übereinstimmen, gibt es bei der Sequenz der maternal vererbten mitochondrialen DNA erhebliche Unterschiede. So bildet der amerikanische Bison bezüglich der mitochondrialen DNA eine Einheit mit dem Yak, während der Wisent hierin mit dem Auerochsen übereinstimmt. Eine mögliche Erklärung hierfür wäre, dass prähistorische Bisonbullen sich einst mit Verwandten des Auerochsen oder deren Vorfahren kreuzten und so die Vorfahren des Wisents hervorbrachten, der nach dieser Hypothese eine Hybridspezies darstellt. Insgesamt zeigen diese Untersuchungen auf, dass die Gattungen Bos und Bison paraphyletisch sind, sie wurden somit zu einer einzigen Gattung Bos zusammengeführt.
Teilweise werden zwei bis drei rezente Unterarten in der Literatur unterschieden. Allerdings ist von diesen nur die Nominatform Bos bonasus allgemein anerkannt. Ihr Verbreitungsgebiet umfasste noch in historischer Zeit die Waldgebiete West-, Mittel- und teilweise Südosteuropas bis zum Don. Die Vertreter des typischen Wisents sind etwas größer als die anderen Formen und weisen längliche Klauen auf. Der Wisent wurde Anfang des 20. Jahrhunderts in freier Wildbahn ausgerottet und überlebte nur durch Züchtungsprogramme. Aus denen ging unter anderem die sogenannte Flachlandlinie hervor, die auf sieben in zoologischen Gärten gehaltenen Wisenten beruht. Sie stellt heute die einzige reinblütige Zuchtlinie der Wisente dar. Die meisten der in Polen und Belarus lebenden Wisente gehören dieser Gruppe an. Zucht bedeutet im Fall des Flachlandwisents nur Vermehrung zur Rettung der Art, nicht aber Herausbildung von besonderen Merkmalen und Eigenschaften wie in der Haustierzucht. Es wird lediglich darauf geachtet, die Inzuchtdepression möglichst gering zu halten.
Mitunter galt auch der Kaukasus-Wisent oder Bergwisent (B. caucasicus) als Unterart des eigentlichen Wisents und wurde dann als Bos bonasus caucasicus geführt, die 2011 veröffentlichte Revision der Hornträger sieht ihn aber als eigene Art an. Beim Kaukasus-Wisent sind anders als beim eigentlichen Wisent die Endhaare des Schwanzes gekräuselt. Die Art starb Mitte der 1920er Jahre in freier Wildbahn aus. Allerdings hat ein Bulle namens Kaukasus Eingang in die zweite Zuchtlinie der Wisente gefunden, die sogenannte Flachland-Kaukasus-Linie. Bei ihr ist dadurch die genetische Vielfalt größer als bei der reinen Flachlandlinie. Der überwiegende Teil der in Deutschland lebenden Wisente entstammt der Flachland-Kaukasus-Linie.
Als dritte Unterart wird von einigen Autoren der „Karpatenwisent“ (B. b. hungarorum) aufgeführt. Die Beschreibung, die Miklós Kretzoi 1946 durchführte, erfolgte anhand eines vollständigen Skelettes einer Kuh, das aber keine Hörner mehr besaß, und des Teilschädels eines Bullen mit einem vollständigen Horn. Die Form unterscheidet sich in der allgemeinen Größe, der Form der Hörner und der niedrigeren Lage der Schulterhöhe gegenüber der Beckenhöhe von den anderen Wisenten. Das Fundmaterial befand sich in der Sammlung des Nationalmuseums in Budapest, ging aber während der Ungarischen Revolution im Jahre 1956 verloren. Die Form war in Siebenbürgen sowie in den Karpaten beheimatet. Sie wurde bereits um 1790 ausgerottet.
Daneben lebt im Zentralkaukasus eine Population von Hybriden von Wisenten und Bisons, die sogenannte Hochlandlinie, welche die dritte Zuchtlinie der Wisente darstellt. Sie wurde Anfang der 1930er Jahre aus Abkömmlingen der Flachlandlinie, der Flachland-Kaukasus-Linie und zusätzlich drei Amerikanischen Bisons gegründet (B. bonasus × B. caucasicus × B. bison). Im Jahr 2000 wurde vorgeschlagen, diese Hybridlinie als neue Unterart mit der wissenschaftlichen Bezeichnung Bos bonasus montanus einzuführen. Dies wird von einigen jedoch als voreilig betrachtet, da verschiedene Exemplare der Hybridherden verschieden große Anteile der Spezies enthalten und eine angebliche Anpassung der Linie an das Gebirgshabitat nicht nachgewiesen werden konnte. Auch wird behauptet, die Hybriden hätten einen schädlichen Einfluss auf die Vegetation dieses Gebiets und sie würden eine Gefahr für in der Nähe vorkommende reine Wisentbestände darstellen. Ursprünglich war geplant, die Hybriden durch Verdrängungszucht an reinerbige Wisente heranzuführen, indem nur solche als Zuchtbullen verwendet werden sollten. Doch dieses Projekt wurde aufgrund praktischer Hemmnisse nicht umgesetzt.

## Stammesgeschichte
Frühe bison- oder wisentartige Formen, hierzu zählen etwa Leptobos, Protobison und Probison, erschienen gegen Ende des Neogens im Pliozän (Villafranchium) in Süd- und Ostasien. Diese Frühformen besiedelten in der Folgezeit auch weitere Gebiete Eurasiens und erreichten über die Beringstraße den nordamerikanischen Kontinent. Fossilreste von Tieren, die dem heutigen Wisent schon deutlich näher standen, datieren in das frühe Pleistozän, sie besitzen also ein Alter von eins bis zwei Millionen Jahren. Vor allem aus dem Mittel- und Jungpleistozän sind zahlreiche bison- oder wisentartige Vertreter aus Eurasien und Nordamerika belegt (der sogenannte Great Bison belt). Ihr bekanntester ist der Steppenbison (Bos priscus), der über weitaus mächtigere Hörner als der Wisent verfügte und aus anatomischer Sicht in die Vorfahrenlinie des Amerikanischen Bisons (Bos bison) gehört. Im Gegensatz dazu ist vom eigentlichen Wisent (ähnlich wie beim Amerikanischen Bison) so gut wie kein Fossilmaterial bekannt, die Art trat relativ unvermittelt zu Beginn des Holozäns im nördlichen Zentraleuropa und in Skandinavien auf. Ursprünglich wurde davon ausgegangen, dass mit dem Ende der letzten Eiszeit und dem Abschmelzen der Gletscher sowie dem Ausbreiten der Wälder, was zur Verringerung an geeignetem Lebensraum führte, die weitübergreifende Population der bison- und wisentartigen Rinder in einzelne Subpopulationen zerfiel und unter anderem sich der Wisent durch Verminderung der Horngröße herausbildete. Molekulargenetische Untersuchungen aus dem Jahr 2016, die an mehr als 60 Individuen des ausgestorbenen Steppenbisons und des heutigen Wisents durchgeführt wurden, sehen dieses Szenario differenzierter. Demnach lebte im ausgehenden Pleistozän neben dem Steppenbison und dem fossil ebenfalls gut überlieferten Auerochsen (Bos primigenius) eine weitere, bisher nur genetisch fassbare Rinderform im westlichen Eurasien, die aber dem Wisent näher stand. Diese bildete sich den genetischen Daten zufolge aus einer Hybridisierung der beiden pleistozänen Rinderarten heraus, was vor rund 120.000 Jahren stattfand, etwa zur Zeit des letzten Interglazials. Vermutet wird, dass die Hybridbildung durch Paarung von männlichen Steppenbisons mit weiblichen Auerochsen erfolgte. Die daraus resultierende und vorläufig mit CladeX („Klade X“) bezeichnete Linie wird von den Forschern als Vorläufer des heutigen Wisent angesehen. Die Angehörigen der CladeX-Linie besetzten als weiteres Ergebnis der Untersuchung eine vom Steppenbison abweichende ökologische Nische und waren vor allem während der kalten Klimaabschnitte der letzten Kaltzeit mit Dominanz von tundrenartigen Landschaften häufig, während der Steppenbison sich auf die wärmeren Abschnitte beschränkte. Weiteren Untersuchungen zufolge könnte die CladeX identisch mit dem ausgestorbenen Schoetensack-Bison (Bos schoetensacki) sein, der den genetischen Daten zufolge dem Wisent deutlich näher steht als der Steppenbison und fossil bis in die Weichsel-Kaltzeit in Europa präsent war. Das Ergebnis geht mit der Erkenntnis einher, dass der Steppenbison auch aus genetischer Sicht eine sehr enge Beziehung zum Amerikanischen Bison hat.

## Mensch und Wisent

### Der Wisent in Kunst und Literatur

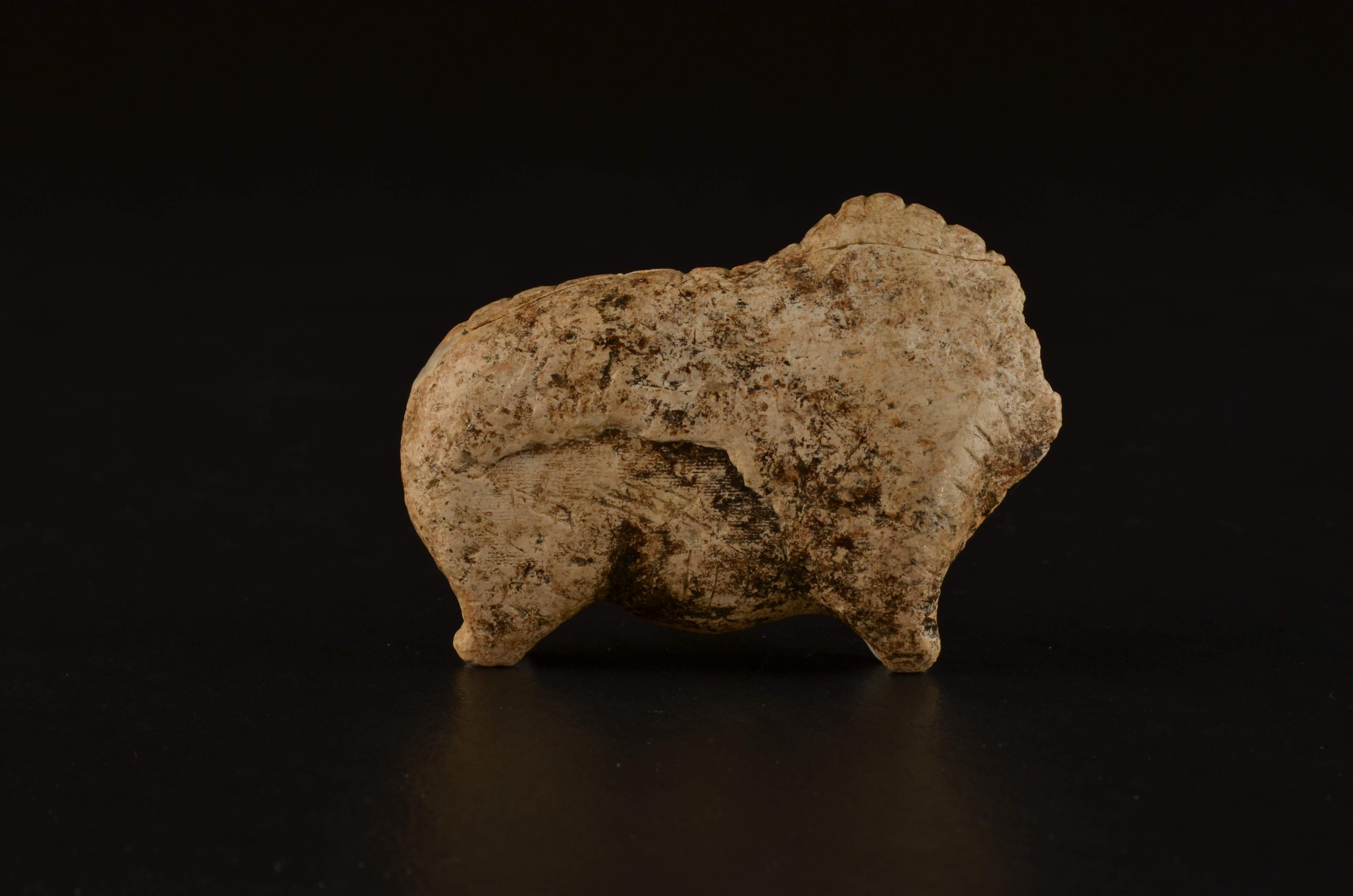
Eines der ältesten Kunstwerke der Menschheit, Wisent aus der Vogelherdhöhle (40.000 Jahre alt, Aurignacien), UNESCO-Welterbe „Höhlen und Eiszeitkunst im Schwäbischen Jura“, Museum der Universität Tübingen MUT

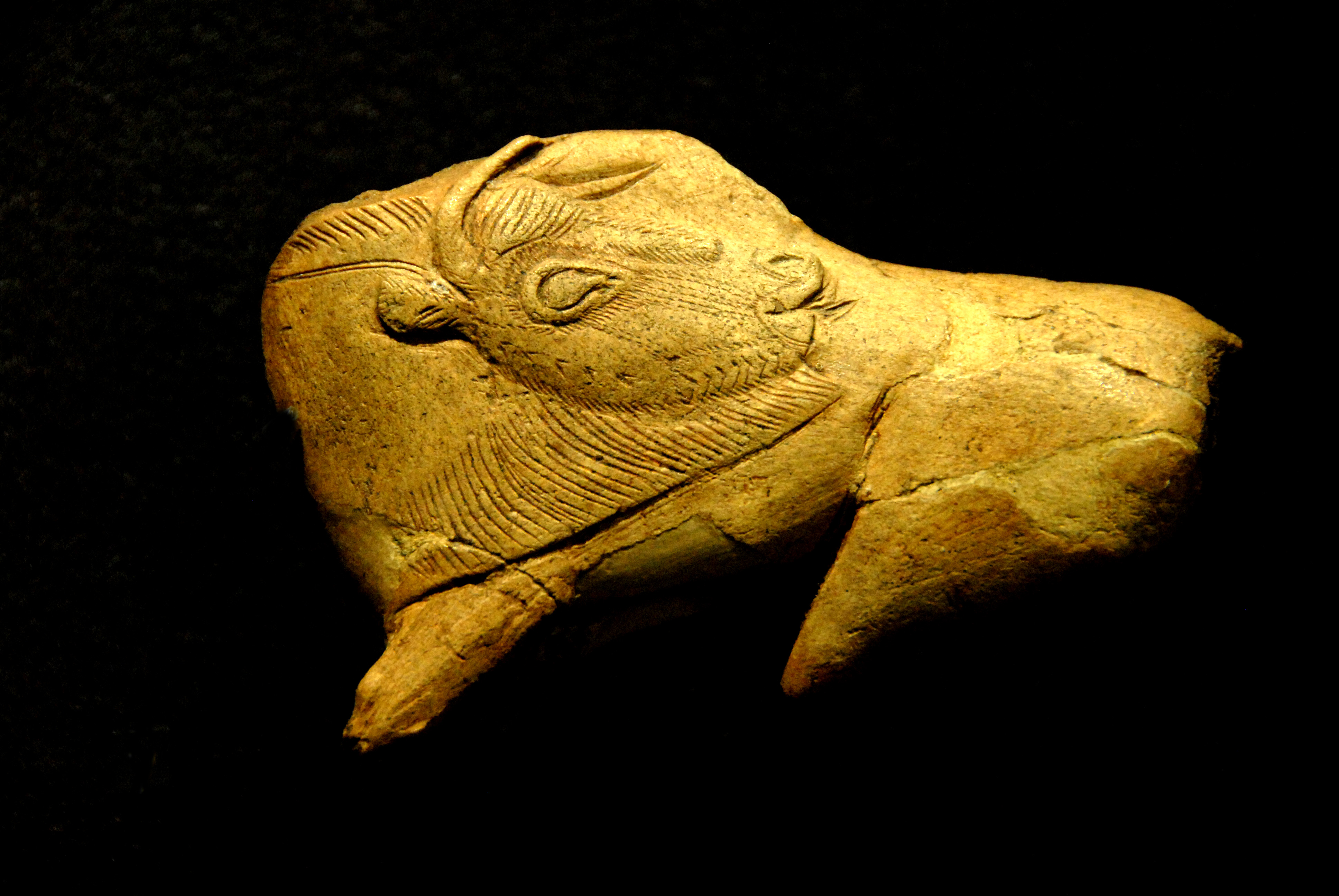
Darstellung eines Wisents; in Rentiergeweih geschnitzte Skulptur, ca. 13.000 vor Beginn unserer Zeitrechnung

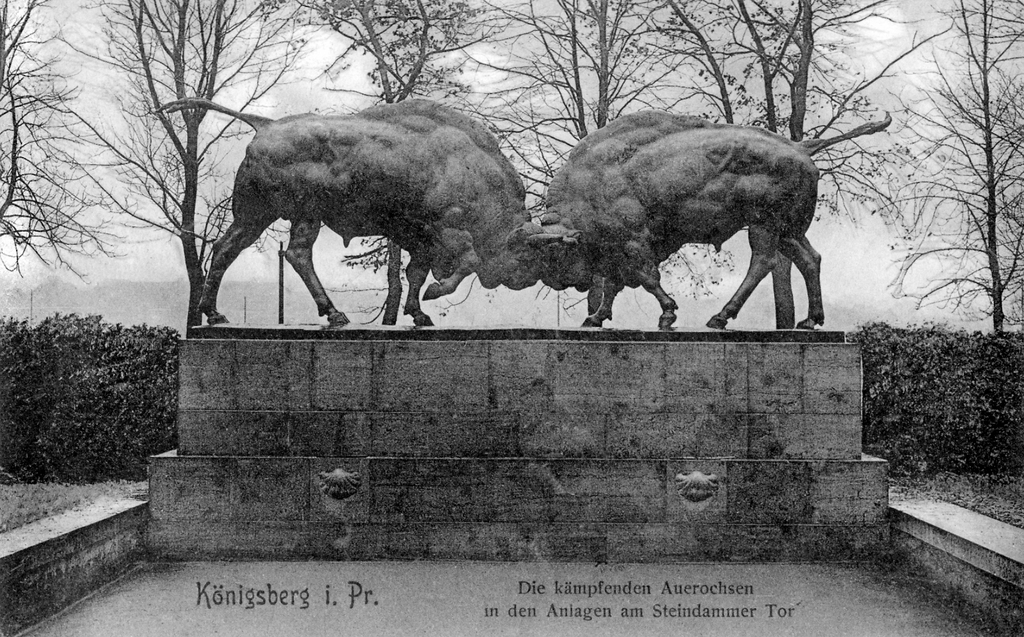
Kämpfende Wisente von August Gaul in Königsberg (1912), heute ein Wahrzeichen von Kaliningrad.
Hier fälschlicherweise als Auerochsen bezeichnet

Wisente tauchen bereits in der jungpaläolithischen Kunst auf und wurden häufig neben Mammuten, Wildpferden und Löwen dargestellt. In der mobilen Kleinkunst ist eine fragmentierte, knapp handtellergroße Skulptur eines Wisents (Länge 7,2 cm, Höhe 5,25 cm) aus Mammutelfenbein von Bedeutung, die 1931 bei archäologischen Ausgrabungen in der Vogelherdhöhle (Schwäbische Alb) entdeckt wurde. Sie stammt aus dem Aurignacien und ist heute im Museum Alte Kulturen im Schloss Hohentübingen ausgestellt. Eine weitere Halbplastik liegt aus dem Geißenklösterle bei Blaubeuren vor und datiert ebenfalls ins frühe Jungpaläolithikum. Gravuren von Wisenten finden sich dagegen im Magdalenien, so von drei Tieren, davon zwei in kämpfender Position, auf einer 33 cm langen Pferderippe aus der Pekárna-Höhle bei Brünn.
Häufiger sind Wisente auf Höhlenmalereien im Südwesten Europas vertreten, nach Untersuchungen von rund 1660 Wandbildern können allein 17,5 % dem Wisent zugewiesen werden. Zu den ältesten gehören die realitätsnahen Darstellungen aus der Grotte Chauvet, die mit einem Alter von rund 32.000 Jahren ebenfalls dem Aurignacien angehören. Auf 15.000 Jahre alten Wandmalereien sind Wisente neben Wildpferden die am häufigsten abgebildete Tierart. Zu den bekanntesten gehören die Darstellungen in der Altamira-Höhle in Spanien sowie Darstellungen in Höhlen im Département Dordogne in Südwestfrankreich. Zu den schönsten Darstellungen zählt eine 1910 in der La Madeileine-Höhle gefundene Skulptur aus Rentierhorn. Sie zeigt einen Wisent, der mit zurückgedrehtem Kopf seine Weichen beleckt.
Obwohl der Wisent im Mittelmeerraum schon vor Beginn menschlicher Geschichtsschreibung ausstarb, war sowohl Griechen als auch Römern diese Tierart wegen ihrer Verbreitung in Thrakien und Germanien bekannt. Wisente wurden unter anderem ab 27 v. Chr. nach Rom gebracht, um sie in Tierhetzen zu zeigen. Plinius der Ältere beschrieb den Wisent allerdings noch als ein Rind mit einer Pferdemähne, das so kurze Hörner habe, dass diese im Kampf von keinerlei Nutzen seien. Statt zu kämpfen, laufe der Wisent vor jeder Bedrohung davon und hinterlasse dabei über eine Strecke von einer halben Meile unablässig eine Spur von Dung, die bei Berührung die Haut eines Verfolgers verbrenne wie Feuer.
In der mittelalterlichen Literatur ist der Wisent gelegentlich beschrieben worden. Im Nibelungenlied etwa wird die Stimme Dietrichs von Bern mit dem Klang des Horns eines Wisents verglichen und von einer Jagd Siegfrieds wird berichtet, dass er neben vier Auerochsen und einem Elch auch einen Wisent erlegte. In der spätmittelalterlichen und frühneuzeitlichen Literatur wird zwischen Auerochsen und Wisenten nicht immer eindeutig unterschieden, da mit zunehmendem Verschwinden des Auerochsen dessen Bezeichnung auch für den Wisent verwendet wurde. Das erste literarische Werk der polnischen Literatur beispielsweise, das sich mit Sicherheit auf den Wisent bezieht, ist ein anonym gebliebenes Gedicht aus dem 16. Jahrhundert, das als Auftragsarbeit für Papst Leo X. entstand. Bezeichnet wird der Wisent in diesem Gedicht jedoch als Auerochse. Erst im 19. Jahrhundert trennte die deutsche Sprache mit dem Aufschwung der Zoologie die beiden Rinderarten wieder.
Während in deutschsprachiger Literatur der Wisent in einigen neuzeitlichen Jagderzählungen erwähnt wird, spielt diese Tierart in der polnischen Literatur und Kunst eine größere Rolle. Im 1834 erschienenen polnischen Nationalepos Pan Tadeusz von Adam Mickiewicz wird der Wisent in mehreren Versen erwähnt. Polnische Maler des 19. Jahrhunderts wie Juliusz Kossak und Michał Elwiro Andriolli haben diese Wildrindart auf ihren Gemälden dargestellt. In Polen finden sich auch mehrere Denkmäler und Skulpturen, die an die Jagden polnischer und russischer Herrscher erinnern. Zugleich entstanden in Deutschland vergleichbare Skulpturen, wie die abgebildete von August Gaul. In der Zeit des Nationalsozialismus vergab Reichsjägermeister Hermann Göring entsprechende Auftragsarbeiten. Auf diese Zeit gehen das im Bremer Rhododendronpark befindliche Wisentstandbild von Ernst Gorsemann sowie das Wisentrelief von Max Esser zurück, das in der Nähe der Schorfheide steht.

### Erhaltungsmaßnahmen
Der polnische Ornithologe und Vizedirektor des Zoologischen Museums in Warschau Jan Sztolcman forderte in einer Rede am 2. Juni 1923 die anlässlich des Internationalen Naturschutzkongresses in Paris Versammelten auf, Anstrengungen zum Erhalt des Wisents zu unternehmen. Der Kongress regte daraufhin die Gründung einer internationalen Gesellschaft an, in der Vertreter der Länder zusammenarbeiten sollten, auf deren Gebiet sich noch Wisente befanden. Knapp drei Monate später, am 25. und 26. August 1923, wurde die Internationale Gesellschaft zur Erhaltung des Wisents in Berlin gegründet. Der Gesellschaft, zu deren erstem Vorsitzenden der Frankfurter Zoodirektor Kurt Priemel gewählt wurde, traten neben einer Reihe von Privatpersonen unter anderem die American Bison Society, der Zoo in Posen und der Polnische Jägerverband bei. Primäres Ziel der Gesellschaft war es, alle in Gehegen und Zoos gehaltenen Wisente ausfindig zu machen und mit diesen eine Erhaltungszucht zu begründen. Man fand insgesamt 29 Wisentbullen und 25 Kühe, die wiederum jedoch eng miteinander verwandt und die Nachfahren von nur zwölf Tieren waren. Letztendlich stammen daher alle heute lebenden Wisente von nur zwölf Tieren ab, sieben Kühen und fünf Bullen.

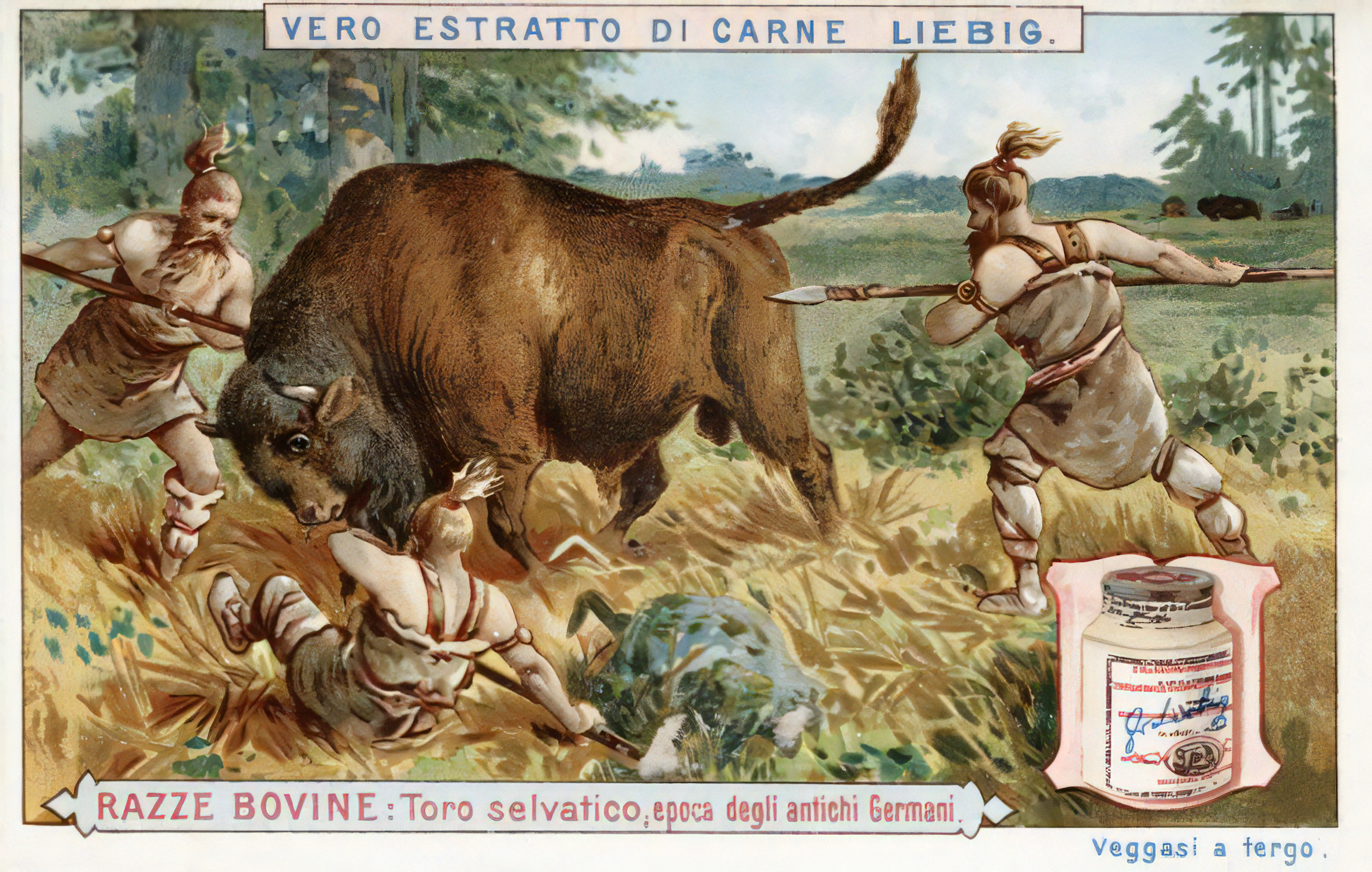
Italienische Werbekarte für Liebigs Fleischextrakt mit einer Darstellung der Wisentjagd

Da man befürchtete, auf Grund der geringen Zahl an reinrassigen Wisenten die Art nicht erhalten zu können, kreuzten in den 1920er und 1930er Jahren einige Zoos Wisente mit anderen Arten. So wurde im Wisentgehege Springe, das 1928 unter Anleitung von Lutz Heck, dem Direktor des Berliner Zoos, angelegt worden war, ein Wisentbulle mit mehreren Bisonkühen verpaart. Ziel war es, in Form einer Verdrängungszucht die Bisonerbanlagen durch Rückkreuzungen mittelfristig wieder herauszuzüchten. Dieser Versuch wurde erst 1935 eingestellt, als man reinrassige Wisentkühe erwerben konnte. Auch in Białowieża wurden zeitweilig Wisent-Bison-Hybriden gehalten. Der letzte dieser Mischlinge wurde 1936 im Warschauer Zoo untergebracht.
Nach den ersten Zuchterfolgen in den 1920er und 1930er Jahren führten die Folgen des Zweiten Weltkrieges erneut zu einem starken Rückgang der Wisentbestände. In Białowieża als dem wichtigsten Zentrum der Erhaltungszucht wurde ein weitgehendes Erlöschen der Wisentbestände durch Wilderei vermieden, indem im Juli 1944, als die deutschen Truppen aus der Region vor den herannahenden russischen abzogen, die Gattertore geöffnet und die Tiere in das große Waldgebiet getrieben wurden. Die nach dem Ende der Kriegshandlungen neugeschaffenen polnischen Behörden ergriffen sofort weitgehende Maßnahmen, um die Wisente wieder unter Schutz zu stellen. Bereits 1946 konnten aus dem polnischen Bestand einige Wisente für den Beginn der Wisentzucht im belarussischen Teil von Białowieża abgegeben werden. 1949 lebten in vier polnischen und zwei sowjetischen Zuchtstätten insgesamt 69 reinblütige Wisente und damit etwas mehr als die Hälfte des Weltbestandes.
Das Zuchtbuch für Wisente gilt als das älteste Zuchtbuch für eine Wildtierart und berücksichtigte von Beginn an die drei heute noch bestehenden Zuchtlinien Pleß-, Flachland- und Flachland-Kaukasus-Linie. Bis 1940 wurde das Wisentzuchtbuch durch den Zoodirektor Goerd von der Groeben, anschließend von Erna Mohr geführt, die bereits großen Anteil an der Erhaltungszucht des Przewalskipferdes hatte. Nach dem Zweiten Weltkrieg führte es der Warschauer Zoodirektor Jan Żabiński (1897–1974) in Zusammenarbeit mit Erna Mohr fort, wobei das erste Ziel darin bestand, die Ahnenreihen der nach dem Zweiten Weltkrieg noch überlebenden Wisente nochmals zu verifizieren. Heute wird das Zuchtbuch in Białowieża geführt.

### Aktueller Bestand und Ziele der Bestandsentwicklung

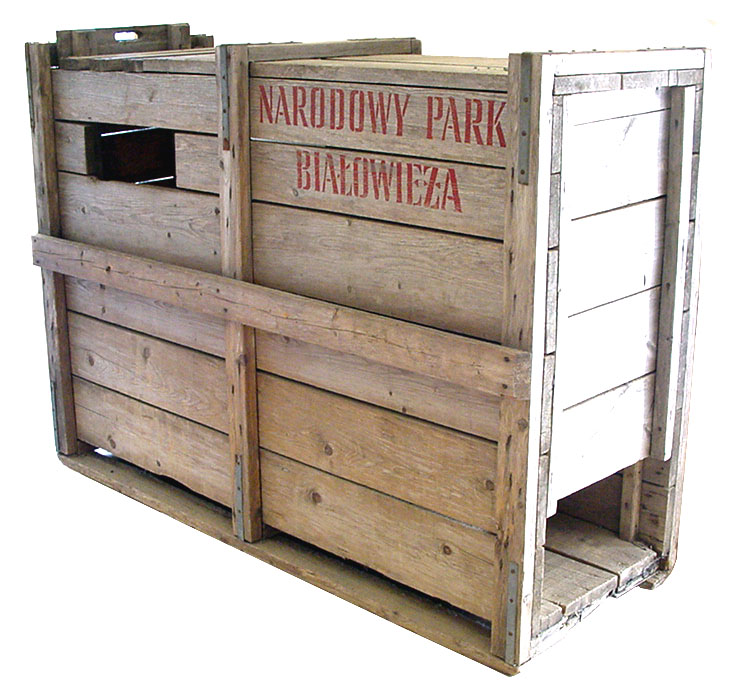
Transportkiste für Wisente

Im Jahre 2006 standen etwa 3200 reinblütige Wisente im Zuchtbuch. Davon wurden ungefähr 420 in Deutschland, 26 in der Schweiz und 13 in Österreich gehalten. Rund 60 Prozent des Weltbestandes lebten im Jahre 2004 in freilebenden Populationen.
Der heutige Schwerpunkt der Wisentzucht liegt in einer Verbesserung der Zusammenarbeit zwischen Zuchtstätten und Züchtern. So gibt es seit 1996 ein Europäisches Erhaltungszuchtprogramm, das zooübergreifend die Zucht der in Gefangenschaft gehaltenen Wisente koordiniert.
Ein weiteres Ziel ist der Aufbau weiterer freilebender Wisentbestände, wobei zwei Aspekte eine besondere Rolle spielen: Wisente in freien Populationen sind in der Lage, die Merkmale ihrer wilden Vorfahren unter den Bedingungen der natürlichen Selektion wiederzuerlangen. Wegen der hohen Kosten der Gehegehaltung ist es nur über Auswilderungen möglich, den Wisentbestand weiter zu erhöhen. Seit einigen Jahren versucht man bevorzugt, Wisente in Gebieten anzusiedeln, in denen die jeweilige Population eine demographisch notwendige Mindestgröße von 100 Tieren erreichen kann. Wiederansiedlungen in der Tschernobyl-Sperrzone im belarussisch-ukrainischen Grenzgebiet waren zunächst gescheitert, mittlerweile gibt es dort aber mehrere Herden. Ferner zeigt eine Herde im südlicheren Raum Tscherniwzi–Winnyzja einen stabilen Bestand von etwas unter 100 Tieren. Im Borkener Forst bei Olsztyn (dt. Allenstein in Ostpreußen) wurden 2011 80 freilebende Tiere gezählt. Die Vorfahren dieser Tiere stammen aus einer Nachzucht und entkamen schon vor längerem aus dem Gehege.
Ein Koordinierungsprogramm soll sicherstellen, dass in den bestehenden freien Populationen die genetische Vielfalt erhalten und nach Möglichkeit erhöht wird. Dazu sollen gegebenenfalls Wisente zwischen den einzelnen freien Populationen transferiert werden. Langfristiges Ziel ist es, dass es sowohl von der Flachlandlinie als auch der Flachland-Kaukasus-Linie jeweils 3000 wildlebende Tiere gibt. Pläne für die Auswilderung gibt es unter anderem für Deutschland und Frankreich, wobei erste Auswilderungen in Deutschland bereits stattgefunden haben.
2020 betrug der Bestand an freilebenden Wisenten in Europa 6.200 in 47 Herden, von denen nur acht groß genug sind, um selbstständig zu überleben. Die Mehrheit lebte in Osteuropa (Russland, Belarus und Polen).

### Wisente in Weidewirtschaft und Landschaftspflege
Wird ein Moor entwässert und ackerbaulich genutzt, so kann es zu einer deutlichen Absenkung des Geländeniveaus und zu einem erheblichen Bodenabtrag durch Winderosion kommen. So sind etwa im Altbayerischen Donaumoos in den vergangenen 200 Jahren großflächig etwa 3 Meter Torf verlorengegangen. Um diese Entwicklung zu stoppen, soll dort bis zum Jahr 2030 der Grünlandanteil auf über 50 % erhöht werden. Eine nachhaltige Nutzung soll vor allem durch Beweidung erfolgen. Dafür wird die Eignung verschiedener Nutztierrassen getestet. Im Jahr 2003 wurde dazu ein 25 Hektar großes Wisent-Gehege in Betrieb genommen, in dem heute etwa 30 Tiere leben.

### Interaktionen zwischen Wisent und Mensch

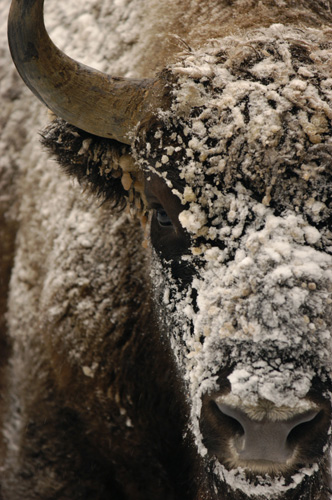
Wisent

Vorfälle, bei denen Menschen von Wisenten angegriffen wurden, sind sehr selten, und in der Regel waren an solchen Vorfällen Wisente beteiligt, die auf Grund der Gehegehaltung an Menschen gewöhnt waren. In Gehegen wie dem Damerower Werder (320 Hektar) werden zum Schutz der beteiligten Personen Betäubungsgewehre eingesetzt, wenn Wisente von der Herde abgesondert werden müssen. Freilebende Wisente, die im Wald von Menschen überrascht werden, reagieren grundsätzlich mit Flucht. Meist entfernen sie sich 100 bis 150 Meter im schnellen Lauf und scharen sich dann zusammen. Am scheuesten verhalten sich dabei Herden mit mehreren Jungtieren. Potentiell für den Menschen gefährliche Situationen entstehen, wenn die Tiere überrascht werden und die Fluchtdistanz bereits unterschritten ist. Insbesondere Kühe, die Jungtiere führen, und Bullen während der Brunftzeit können bei Unterschreitung der Fluchtdistanz aggressiv gegenüber dem Menschen reagieren. Hierin unterscheidet sich der Wisent nicht von anderen Wildtierarten. Da Wisente wachsame Tiere sind, kommt es zu solchen Situationen nur in Ausnahmefällen. In der Literatur wird eher darauf hingewiesen, wie schwierig es ist, Wisente in freier Wildbahn zu beobachten. Ihre Erregung signalisieren Wisente durch Schütteln des Kopfes, drohendes Knören, Aufwühlen des Bodens mit den Vorderklauen und heftige Schwanzbewegungen. Zieht sich der Mensch dann nicht zurück, kann er vom Wisent angegriffen werden.
Zu Konflikten zwischen Wisenten und Menschen kommt es, wenn Wisente landwirtschaftliche Anbauflächen heimsuchen oder Heuschober aufbrechen. In Polen hat man die Erfahrung gemacht, dass selbst eine Umsiedlung der Tiere unwirksam ist, da sie an solche nahrungsreichen Orte wieder zurückkehren. Im Bereich des Urwaldes von Białowieża wurden außerdem in einem Zeitraum von knapp 40 Jahren elfmal Pferde und fünfmal Hausrinder durch Wisente verletzt. Die Verletzungen resultieren meist aus einem einzelnen Hornhieb eines erwachsenen Bullen gegenüber einem Haustier, das Sozialkontakt suchte. Hunde werden in der Regel ignoriert. Wisente, die sich durch Hunde bedroht fühlen, können sie auf die Hörner nehmen oder zertrampeln.

### Neuzeitliche Bejagung

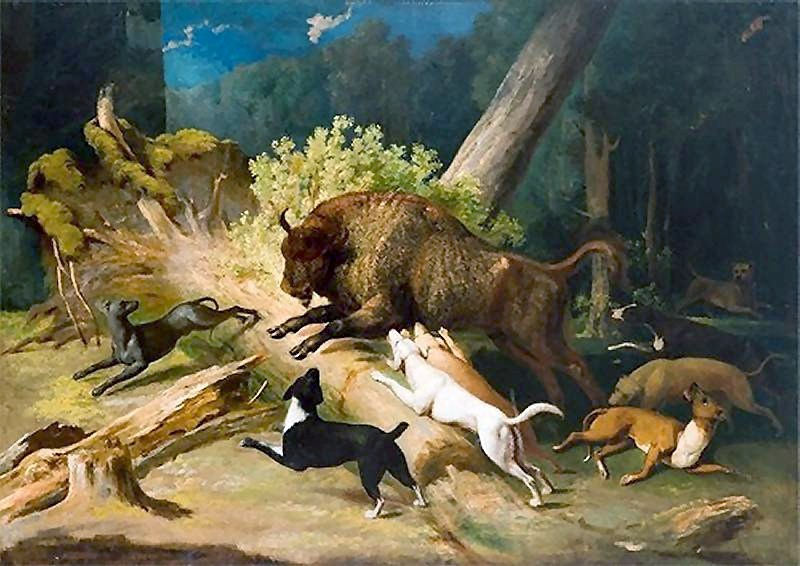
Kanuti Rusiecki: Wisentjagd mit Hunden, 19. Jahrhundert, Vilnius

Von den Wildereien nach Ende des Ersten Weltkriegs abgesehen, erfolgte die Jagd auf den Wisent in der Neuzeit überwiegend als aufwendig inszenierte Hofjagd. Bei diesen sogenannten „eingestellten Jagden“ wurden Wisente gemeinsam mit anderem Hochwild über mehrere Wochen auf einer zunehmend kleiner werdenden Fläche zusammengetrieben. Am eigentlichen Jagdtag wurde das Wild so von den Treibern gelenkt, dass es sich optimal für den Abschuss präsentierte. Bei der Hofjagd des polnischen Königs August III. im Jahre 1752 erlegte die höfische Jagdgesellschaft neben einer großen Zahl von Rothirschen, Rehen und Wildschweinen auch 42 Wisente. Allein zwanzig Wisente wurden dabei vom polnischen König und seiner Gemahlin Maria Josepha von Österreich von Kanzeln aus geschossen. Obwohl mit der Wende vom 18. zum 19. Jahrhundert solche Jagdformen in Europa zunehmend aus der Mode gerieten und vor dem Hintergrund der Romantik die Jagdethik zunehmend ein waidgerechtes Jagen betonte, ließ der russische Hof solche Hofjagden in Białowieża noch bis ins Jahr 1900 veranstalten. Für Zar Alexander II. und seine Gäste aus dem europäischen Hochadel trieben 1860 2000 Bauern im Frondienst über Wochen das Wild in einem großen Gehege zusammen. Auf der letzten, von Zar Nikolaus II. im Herbst 1900 veranstalteten Hofjagd wurden noch 40 Wisente auf diese Weise erlegt. In der Zeit der deutschen Besetzung des Gebiets von Białowieża seit Sommer 1915 vergab der Oberbefehlshaber der 9. Armee, Leopold von Bayern, ausgewählte Abschussgenehmigungen für Wisente an „hochgestellte Persönlichkeiten“, unter anderem an Kaiser Wilhelm II. und den Oberbefehlshaber Ost, Paul von Hindenburg. Unter Führung des zuständigen Forstmeisters Georg Escherich brachten sie je einen „starken Wisentbullen“ zur Strecke.
In Deutschland ist der Wisent im Bundesjagdgesetz als Wild gelistet, hat aber keine Jagdzeit.
Seit einigen Jahren geben Forst- und Naturschutzbehörden in Belarus, Russland, Polen und der Ukraine jährlich wieder freilebende Wisente zum kommerziellen Abschuss frei. Dabei handelt es sich meist um überalterte Bullen und Kühe. Solche Jagden finden beispielsweise auf der belarussischen Seite von Białowieża sowie in Masuren, den ukrainischen Karpaten und dem russischen Kaukasus statt. Drück- und Ansitzjagd sind verboten, der zum Abschuss freigegebene Wisent muss auf einer teils mehrtägigen Pirschjagd vom Jäger verfolgt werden, bis dieser zum Schuss kommt. Die Jagd gilt wegen der Scheu der Wisente als ausgesprochen schwierig und setzt beim Jäger insbesondere in den ukrainischen Karpaten und im russischen Kaukasus wegen des schwierigen Geländes hohe körperliche Fitness voraus. Für die Abschusserlaubnis auf einen kapitalen Bullen waren zu Beginn des 21. Jahrhunderts ungefähr 5000 EUR zu zahlen. Kritiker solcher Praktiken sehen einen Widerspruch, wenn die Jagd auf eine vom Aussterben bedrohte Art ermöglicht wird. Befürworter der Bejagung argumentieren, dass bei einem Überschreiten der Kapazitätsgrenzen und zu hohen Bestandsdichten das Gleichgewicht eines Ökosystems gestört wird und das Risiko für Tierseuchen deutlich ansteigt. Der drastische Rückgang der zuvor zu hohen Wisentpopulation in Białowieża um 1890 infolge einer Epizootie wird dabei häufig als Beispiel genannt. Aus Sicht der Befürworter trägt eine geregelte Bejagung zum Schutz einer Großtierart und ihres Lebensraumes bei und die Abschussprämien finanzieren zumindest teilweise die Kosten des Managements einer Wisentpopulation.

### Kreuzung mit Hausrindern

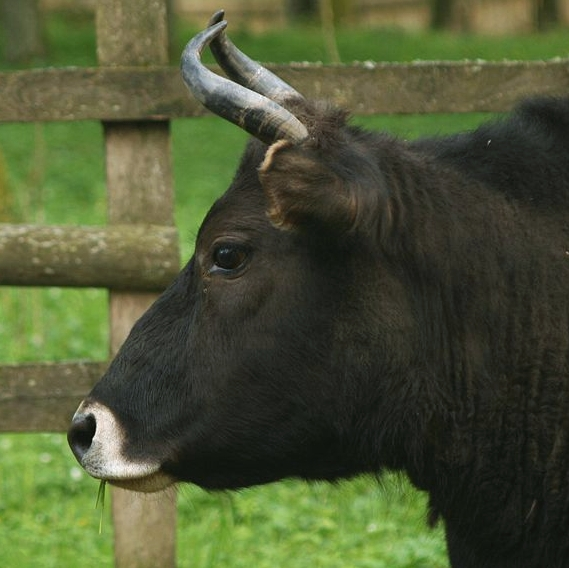
Kopf eines Żubrońs

Bis heute ist es nicht gelungen, Wisente völlig zu zähmen. Selbst Wisente, die aus Populationen stammen, die seit mehreren Generationen unfrei gehalten wurden, behalten ein Misstrauen gegenüber dem Menschen. Diese Erfahrung gilt auch für die wenigen Handaufzuchten im Zuchtreservat Białowieża.
Obwohl in den Zeiten, in denen der Urwald von Białowieża noch als Hutewald genutzt wurde, Hausrinder in der Nähe der Wisente weideten, sind natürliche Hybridengeburten unbekannt. Dies unterscheidet den Wisent unter anderem vom Bison, bei dem dies häufiger vorkommt. Die erste belegte Kreuzung zwischen Wisenten und Hausrindern gelang 1847 dem polnischen Landbesitzer Leopold Walicke, der besonders starke Zugrinder züchten wollte. Die Hybriden, die als Żubroń bezeichnet werden, übertreffen ihre Ausgangsarten an Körpergewicht und -größe. Männliche Żubrońs der ersten Generation sind unfruchtbar, die weiblichen können sich dagegen mit beiden Elternarten fortpflanzen. Żubrońs zeichnen sich durch eine Farbvielfalt in der Behaarung aus und gelten als zäh und widerstandsfähig. Die Zucht von Żubrońs ist jedoch heute weitgehend eingestellt.

## Europäische Organisationen zur Erhaltung des Wisent
- European Bison Network (EBN)
- Bison Specialist Group – Europe (EBSG)[216]
- European Bison Friends Society (EBFS)[217]
- European Bison Conservation Center (EBCC)[218]
- European Bison Advisory Center (EBAC)[219]

## Rundfunkberichte
- Christine Werner: Freiheit für das europaeische Bison. (Memento vom 15. November 2013 im Internet Archive) in SWR2 Wissen vom 9. Oktober 2013